# Geologia italiana
Lo studio e la descrizione della geologia italiana è molto complesso in quanto i confini geografici di quella che genericamente viene indicata come "Regione geografica italiana" nella geografia fisica e in quella politica non coincidono con particolari confini di natura geologica: lo spartiacque riconoscibile sulla catena alpina non individua e non coincide con il limite di alcuna provincia geologica rispetto all'Europa continentale e le Bocche di Bonifacio non segnano alcuna distinzione geologica fra Sardegna e Corsica. Per descrivere la geologia italiana occorre spaziare da nord con la geologia delle alpi centrali che l'Italia condivide con la Svizzera fino a sud nel canale di Sicilia la cui geologia include quella dell'offshore tunisino, a ovest la geologia della Sardegna è parte di quella meridionale della Francia e tutt'uno con quella della Corsica, mentre a est le successioni calcaree dell'avampaese apulo proseguono nelle regioni della Dalmazia e nei Balcani e il dominio calcareo del sudalpino si estende fino alle Alpi dinaridi.
La complessità della geologia di questa regione, tale che in un'area relativamente piccola è presente un'elevata diversità di caratteri geologici, unitamente alla presenza di numerosi fenomeni endogeni ed esogeni attivi, ha fatto sì che il territorio italiano sia stata la culla di parte del pensiero geologico, per opera di studiosi italiani e stranieri che ne hanno studiato gli aspetti sul terreno, tra questi Stenone fondatore della stratigrafia, Dolomieu lo scopritore della dolomia sulle montagne che da lui presero il nome: le dolomiti, Charles Lyell il padre della moderna geologia che visitò a lungo l'Italia e mise sul frontespizio della sua opera principale Principi di geologia l'immagine del Tempio di Serapide per le sue colonne testimonianti il bradisismo e Giuseppe Mercalli padre della moderna sismologia, e per opera di Piero Ginori Conti la geotermia nacque in Italia.

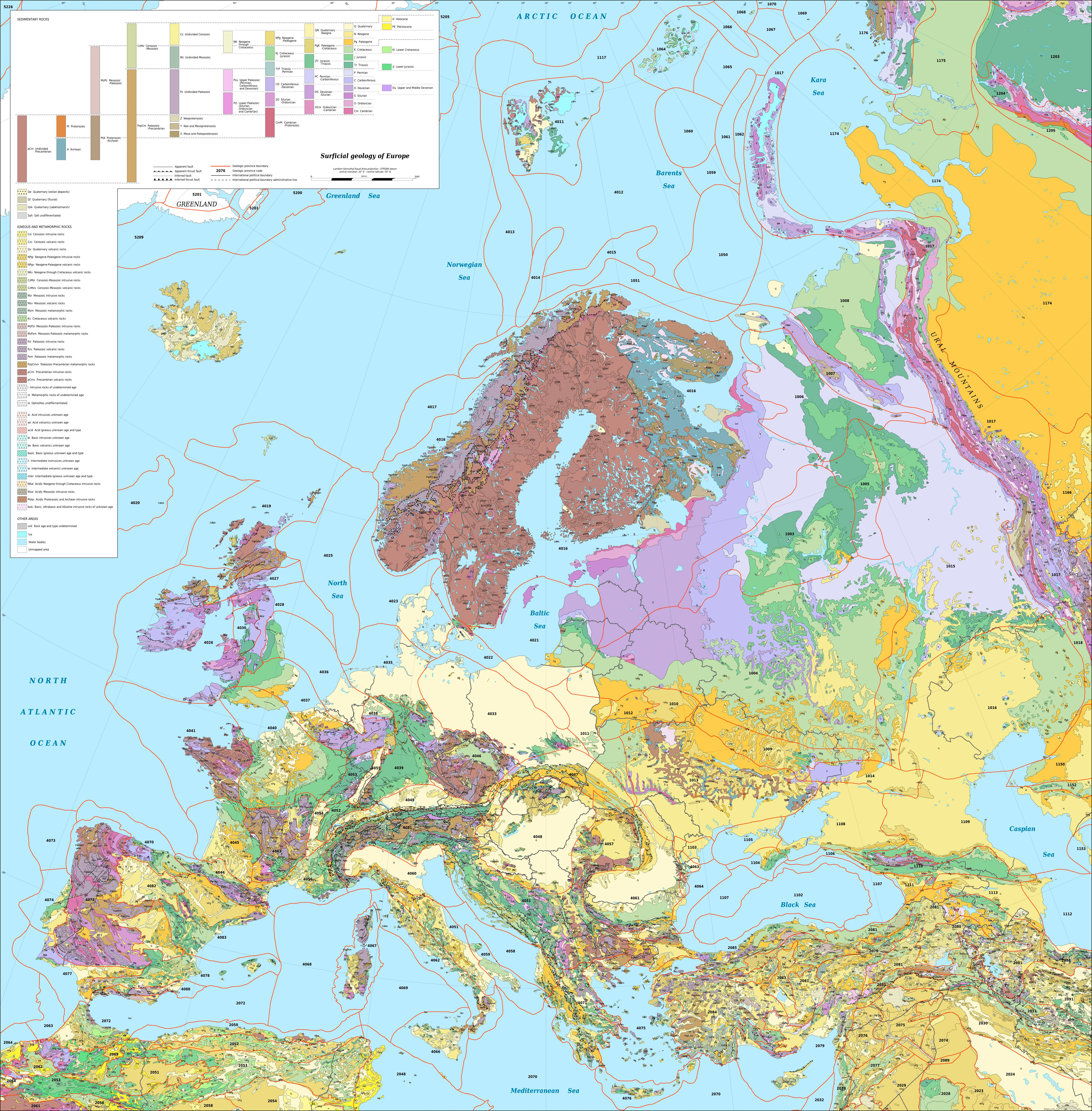
Mappa geologica europea

## Inquadramento generale
La descrizione della geologia italiana risulta molto complessa rispetto a quella di gran parte dei Paesi europei, basta pensare che vi si trovano testimonianze di due delle tre orogenesi: caledoniana, ercinica e alpina, che hanno coinvolto parte delle terre che oggi formano l'Europa dal paleozoico a oggi, rocce coinvolte dall'orogenesi ercinica sono presenti in Sardegna e in Calabria (zona della Sila e Aspromonte) e in vari settori delle Alpi, mentre tutto l'arco alpino e appenninico è stato creato dall'orogenesi alpina non ancora conclusasi.
Nel suo complesso il presente assetto geologico dell'area geografica identificata come penisola italiana e le sue maggiori isole è il risultato di numerosi eventi geologici connessi ai movimenti relativi di due placche litosferiche: quella africana e quella europea i cui margini frammentandosi durante i loro movimenti relativi di allontanamento con la formazione dell'oceano Tetide e quindi avvicinamento e conseguente della chiusura della Tetide e apertura dell'oceano Atlantico hanno dato origine a una serie di microplacche interposte, non sempre ben definite, e all'oceanizzazione in corso di una vasta area del Mar Tirreno e del bacino balearico a ovest della Sardegna. Questo assetto è sovraimposto a tracce di eventi legati a movimenti e scontri di placche litosferiche precedenti la formazione dell'attuale placca euroasiatica.
La presenza di un rilevante e attivo vulcanismo neogenico, unico nell'Europa continentale, e la elevata sismicità presente in gran parte dell'Italia, testimoniano il complesso assetto geodinamicamente ancora attivo dell'area e ne fanno una delle regioni geologiche più attive del globo.
In questo assetto, dopo circa due secoli di studi, i geologi riconoscono un dominio europeo, legato alle vicende del margine meridionale della placca europea, che include il blocco sardo-corso con parte del mar Tirreno solidale, presumibilmente l'arco Calabro Peloritano, il bacino del Mediterraneo occidentale, il sistema di falde alpine a vergenza europea, costituite principalmente da rocce metamorfiche con intrusioni di batoliti e testimonianti della compressione africana verso l'Europa. La linea Insubrica separa questo dominio dal Sudalpino che è formato da un sistema di falde a vergenza adriatica, costituite principalmente da sequenze calcaree che si prolunga a est nelle Dinaridi. La pianura padana costituisce un unico grande bacino sedimentario, ancora subsidente nel settore orientale e che idealmente ha il suo prolungamento nelle sequenze plioceniche-oloceniche del mare adriatico.
Entro la catena appenninica la linea tettonica Ancona Anzio separa l'Appennino settentrionale, principalmente costituito da flysh terrigeni, dall'Appennino meridionale in cui le formazioni carbonatiche sono più abbondanti, entrambi caratterizzati da un sistema di falde che sovrascorre verso la pianura Padana e sull'avampaese apulo che costituisce la parte affiorante della Placca adriatica, in subduzione verso ovest sotto la penisola, che si estende dal mar Ionio fino all'estremità occidentale della val Padana e che costituiva un "promontorio" settentrionale della placca africana a sud.
La Sicilia in parte risulta formata da unità magrebidi derivanti dal margine convergente africano deformato, mentre le isole a sud del Canale di Sicilia, quali Pantelleria condividono la geologia della provincia tunisina. Il mar Tirreno presenta una crosta neogenica di carattere oceanico in espansione in due aree: il bacino di Marsili e quello di Vavilov, mentre si ritiene che una crosta oceanica mesozoica sia presente nel mar Ionio al di sotto di una massiccia copertura sedimentaria.

### L'assetto nella geologia Europea e nella geologia del Mediterraneo
La formazione del Mar Mediterraneo è avvenuta in tempi geologicamente recenti e il Mediterraneo costituisce il risultato dello scontro fra le placche africane-arabiche e quella europea che ne ha modellato la struttura geologica, e ha comportato la distruzione di gran parte della crosta oceanica della Tetide assieme a una sempre maggiore connessione di questo bacino con il sistema oceanico globale.

Schema strutturale del Mediterraneo

La penisola italiana risulta formata dal corrugamento generato della cintura orogenetica terziaria, detta catena Alpino-Himalaiana, formatasi durante l'orogenesi Alpina a seguito della chiusura della Tetide. Questa catena montuosa, formatasi da falde sovrapposte (chiamate thrust-belts nella letteratura in lingua inglese) inizia dalle montagne dell'Atlante, in Nord Africa, prosegue quindi per la Sicilia, gli Appennini, le Alpi, le Dinaridi, le Ellenidi, terminando nella catena Himalaiana. Connesso allo stesso evento si osserva la formazione di ampi bacini distensivi.
In questo contesto la penisola italiana separa il Mediterraneo in Mediterraneo occidentale, caratterizzato da aree in cui è attiva una tettonica distensiva e formazione di una nuova e giovane crosta di tipo oceanico, ovvero in corso di oceanizzazione, dal Mediterraneo orientale con aree in cui è ancora presente una crosta oceanica tetidea e con bordi sismicamente attivi.
Durante il Miocene si ebbe inizialmente la scomparsa delle connessioni del mediterraneo con l'oceano Indo-Pacifico e l'apertura nel miocene inferiore del bacino Algerino-balearico e nel miocene superiore la diminuzione progressiva, fino alla chiusura delle comunicazioni con l'oceano Atlantico, in tal modo il bacino Mediterraneo è diventato un bacino marginale. A partire dal Miocene superiore al Pleistocene si assiste all'apertura del mar Tirreno.
Il Pliocene inizia con una rapida trasgressione marina che indica l'apertura, attraverso la soglia di Gibilterra, delle comunicazioni con l'Atlantico e il ritorno a condizioni marine normali. Le successioni bacinali dell'avampaese appenninico che si depositano dal pliocene inferiore al pleistocene medio inferiore sono generalmente deformate da faglie, faglie inverse e, in Basilicata, sovrascorse da ricoprimenti alloctoni, indicanti un raccorciamento tettonico in senso ovest-est della sequenza coevo alla sedimentazione, avvenuto nel corso dell'orogenesi appenninica. Sempre nel pleistocene avviene il sollevamento di gran parte della penisola e della Sicilia facendo emergere vasti affioramenti di sedimenti marini neogenici e quaternari, ricchi in fossili e spesso caratterizzati da una ciclicità di sedimentazione.

## Quadro strutturale

### Geologia delle Alpi

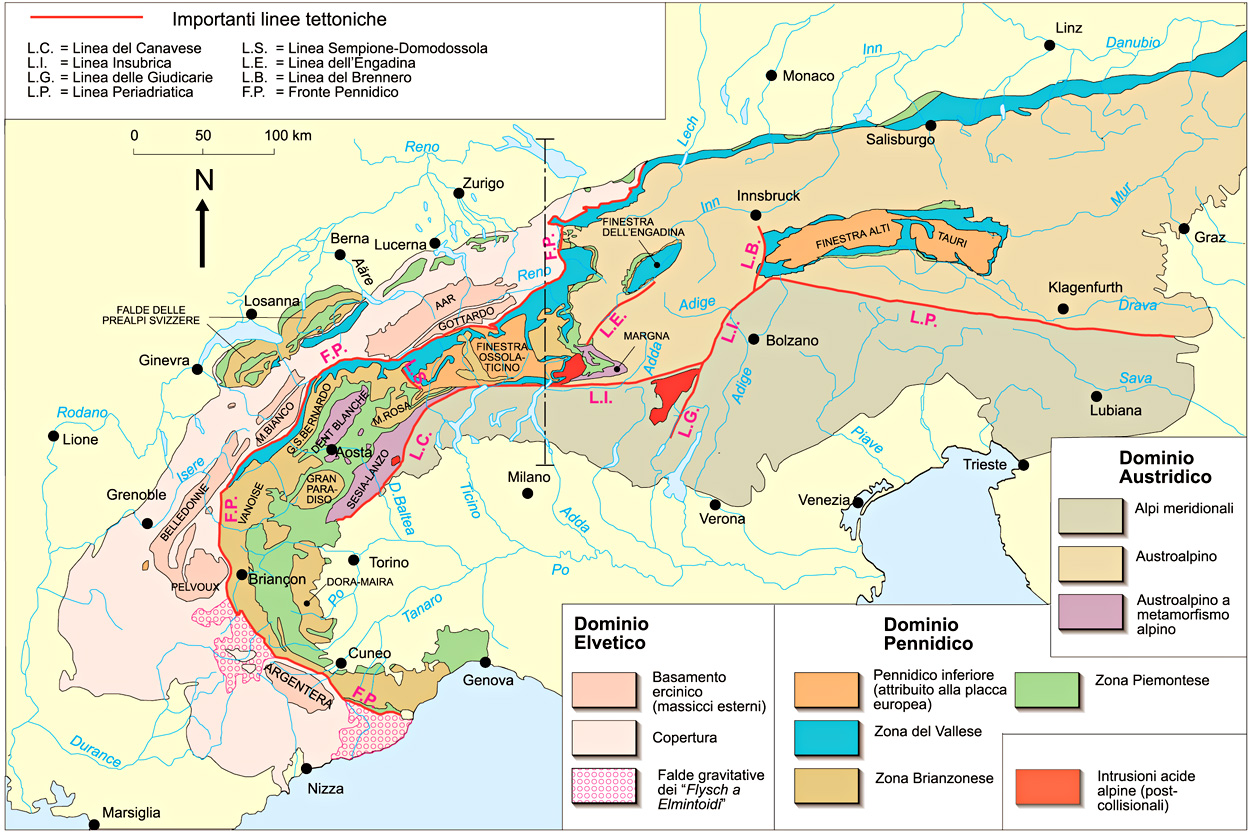
Schema tettonico delle Alpi

Le Alpi formano un arco montuoso con vergenza verso nord attorniante il bacino di avampaese del Po e hanno un assetto geologico molto complesso.
Geologicamente vengono suddivise considerando la posizione dei suoi elementi strutturali rispetto alla linea Insubrica o linea Periadriatica ben riconoscibile a scala regionale, sviluppata, con orientamento prevalente est-ovest attraverso tutte le Alpi e che rappresenta il contatto in superficie tra le vecchie placche tettoniche Apula ed Eurasia. A sud di questa linea si trovano le unità piegate e sovrascorse del Sudalpino, a nord si distinguono tre domini paleogeografici: l'Elvetico, il Pennidico e l'Austroalpino, caratterizzati da rocce diverso grado di metamorfismo. Questa suddivisione riflette anche le originarie aree paleogeografiche delle rocce: la zona elvetica contiene rocce provenienti dalla placca europea, la zona austroalpina contiene rocce dalla placca apula, mentre la zona pennidica contiene rocce provenienti da un vecchio bacino oceanico scomparso compreso tra le prime due zone.

Schema delle falde alpine.

Le Alpi proseguono nelle adiacenti catene montuose: gli Appennini nel sudovest, le Dinaridi nel sudest e i Carpazi nel nordest. A est le Alpi sono delimitate dal bacino viennese e dal bacino Pannonico.

#### Dominio Elvetico
Nel dominio elvetico si distinguono diverse unità tettonicamente differenti.
A nord si riconoscono le "falde elvetiche" costituite da un impilamento di sovrascorrimenti traslati sopra il bacino Molassico nell'avampaese alpino. Sono formate principalmente da rocce sedimentarie mesozoiche di ambiente marino: calcari, marne e argille come il Flysch di Ventimiglia; queste falde sono completamente scollate dal loro originario basamento, costituito dal margine meridionale della placca europea.
Nella Svizzera orientale le falde elvetiche sono sovrascorse sopra il "complesso infraelvetico", che è composto da sedimenti mesozoici autoctoni depostisi sopra un basamento ercinico, questi sedimenti sono coevi con quelli delle falde elvetiche, ma furono deposti più a settentrione rispetto a quello che era il pendio continentale e quindi sono costituiti da rocce rappresentative di facies sedimentarie di acque meno profonde. Il complesso infraelvetico internamente è deformato da sovrascorrimenti e pieghe che proseguono nel basamento ercinico. Essendoci continuità fra basamento e copertura sedimentarie, geologicamente nella zona non sono riconosciute falde di ricoprimento

#### Dominio Pennidico
Il 'Dominio Pennidico (o Falda Pennidica o Pennidico) è principalmente presente nell'area occidentale, rispetto all'area orientale dove affiorano in una ristretta banda. Il suo nome deriva dalla regione delle Alpi Pennine ove questa formazione è abbondante. Tra le varie falde alpine l'area pennidica è quella con rocce a maggior grado metamorfico. In origine le sue rocce furono sedimenti depostisi sulla crosta oceanica che esisteva tra la placca Europea e la placca Apula, successivamente subdotti e infine riesumati fino alla superficie.
La falda pennidica è suddivisibile in 4 unità:
- Le rocce del margine continentale europeo, andate in subduzione e successivamente in obduzione.
- Le rocce della crosta dell'Oceano Vallese, ofioliti metamorfosate e altri sedimenti marini provenienti dallo stesso oceano. Il ritrovamento di rocce metamorfiche di alto grado, come lenti eclogitiche, testimoniano la subduzione a grandi profondità di questa porzione di crosta. I sedimenti sono calcari, ora diventati marmo e flysh del terziario metamorfosati in micascisti.
- Le rocce del microcontinente Brianzonese provenienti dalla parte inferiore della crosta, deformate e intruse da graniti varisici, ma anche rocce sedimentarie metamorfosate: rocce carbonifere a grafite, arenarie rosse del Permiano, evaporiti triassiche e sottili calcari del Giurassico e del Cretaceo inferiore.
- Rocce provenienti dall'oceano Ligure-Piemontese, principalmente ofioliti; Calcari deposti in acque poco profonde e fanghi oceanici.

Il dominio Pennidico è separato da dominio Elvetico dal lineamento tettonico chiamato Fronte Pennidico.

#### Dominio Austroalpino
Il dominio Austroalpino è formato da una serie di falde alloctone che si sono impilate nel corso dell'orogenesi alpina al di sopra delle altre unità strutturali alpine sono composte da sedimenti deposti a partire dall'Ordoviciano. Queste unità rappresentano la crosta continentale che si trovava a sud dell'oceano della Tetide e della zona di subduzione, ossia sedimenti della piattaforma continentale o del pendio continentale della placca apula.
Le rocce appartenenti al dominio Austroalpino si trovano nella parte nord orientale della catena e nella parte occidentale all'interno dei klippe di Sesia-Lanzo, del Dent Blanc e del Monte Emilius. Sono le unità alpine col minor grado di metamorfismo. la zona di Sesia-Lanza è la zona continentale con maggior estensione a essere andata in subduzione durante l'orogenesi dell'arco alpino.

#### Linea insubrica
La linea insubrica è un'importante lineamento tettonico, formato da un sistema di faglie regionali collegate fra loro (Linea del Canavese, Linea del Tonale, Linea della Pusteria o Linea del Gail, linea delle Giudicarie) con orientamento prevalente est-ovest e giacitura subverticale, che separa geologicamente la catena principale delle Alpi Centrali dal dominio delle Alpi calcaree meridionali.

#### Sudalpino
Si trova a sud della linea insubrica, è costituito da impilamenti di falde con vergenza meridionale, che proseguono nel sottosuolo padano al disotto dei depositi recenti, fino a incontrarsi con le pieghe sepolte dell'appenino settentrionale aventi vergenza opposta. Stratigraficamente vi si individua un basamento metamorfico, con gli Scisti di Edolo, al di sopra del quale si sviluppa una serie sedimentaria che va dal Carbonifero al Pliocene, e che è principalmente costituita dalla successione prevalentemente carbonatica mesozoica che forma le cosiddette Alpi calcaree meridionali. La sedimentazione propriamente afferente al dominio termina nel bacino lombardo con la sedimentazione terrigena del gruppo della Gonfolite, la cui sorgente detritica è data dallo smantellamento della catena alpina in fase di sollevamento ed emersione dal mare.
Nell'area Sudalpina sono presenti intrusioni magmatiche legate a due fasi orogenetiche, quella ercinica Permiana (granito di Bressanone e granito di Cima d'Asta) e alpina Oligocenica, che ha dato luogo al magmatismo periadriatico (plutoni di plutone di Traversella e Biella, Il plutone dell'Adamello, quello della val Masino-Bregaglia e quello delle vedrette di Ries).

##### Zona Ivrea Verbano
La Zona Ivrea Verbano è un elemento strutturale, caratterizzato da una anomalia gravitazionale positiva, costituito da una porzione della microplacca Adriatica sottoposta a subduzione. Geologicamente è considerato parte dell'unità strutturale del Sudalpino, di cui costituisce l'area occidentale.

### Geologia dell'Appennino

#### Appennino settentrionale

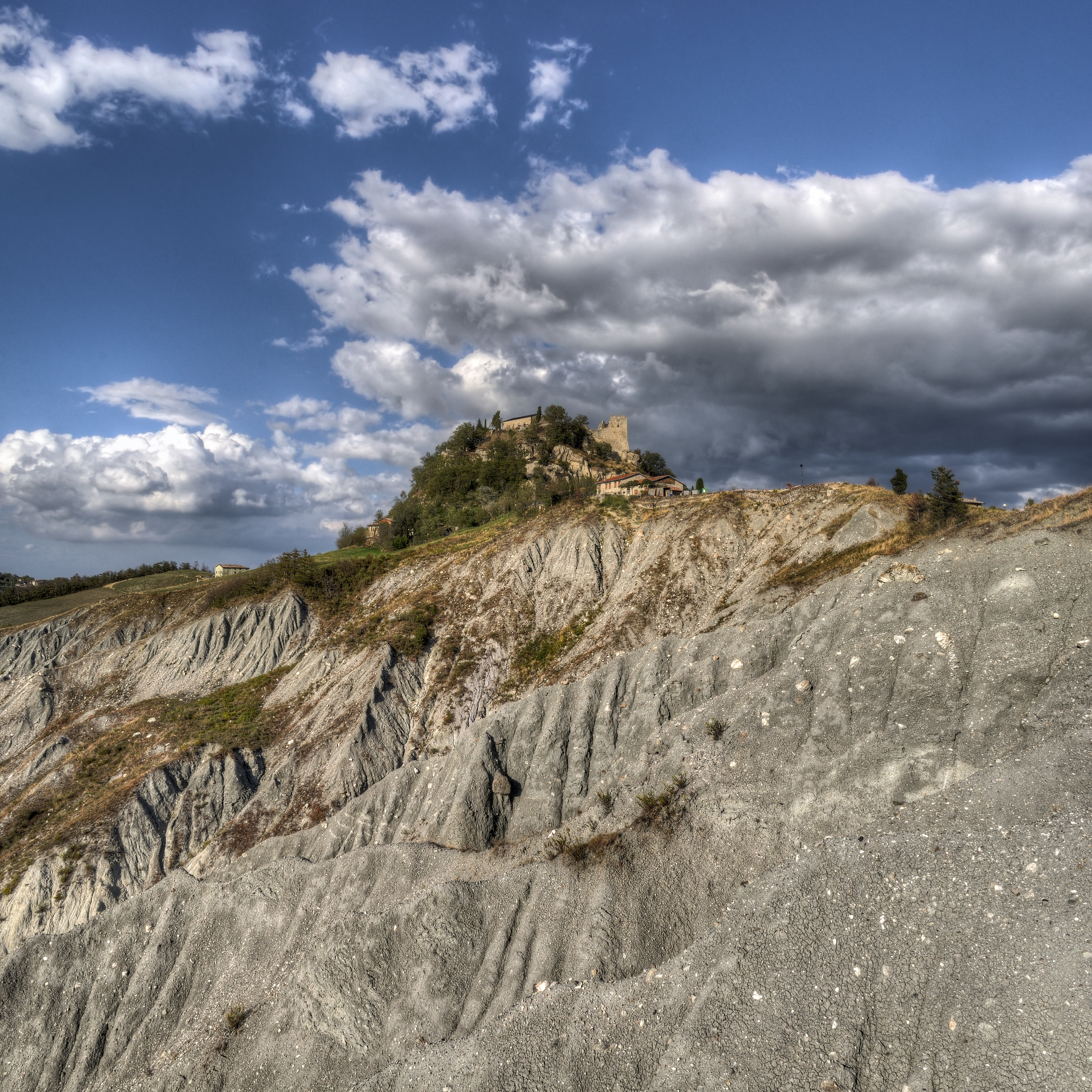
Tipico paesaggio dell'Appennino a calanchi e in primo piano olistostroma

L'Appennino settentrionale è compreso fra da due grandi strutture con una forte componente trascorrente: a nord la linea Sestri-Voltaggio, e a sud la linea Ancona-Anzio.
È costituito da impilamento di falde (ovvero unità tettoniche): masse rocciose di notevole estensione orizzontale che durante i movimenti orogenetici sono traslate di decine o centinaia di chilometri impilandosi le une sulle altre, al di sopra di un basamento più antico.
La catena appenninica settentrionale è il risultato della sovrapposizione tettonica di due domini paleogeografici diversi: una parte interna ligure-emiliana (dominio liguride) e una parte esterna umbro-Marchigiana.

##### Liguridi
Col nome di Liguridi si indica una unità tettonica alloctona formata da falde di rocce provenienti da un originario bacino oceanico, costituite da ofioliti, ossia basalti di fondo oceanico metamorfosati, associati a diaspri e ricoperte da una potente serie sedimentaria terrigena, in cui sono presenti numerosi flysch a elmintoidi. Formazione Marnoso Arenacea.

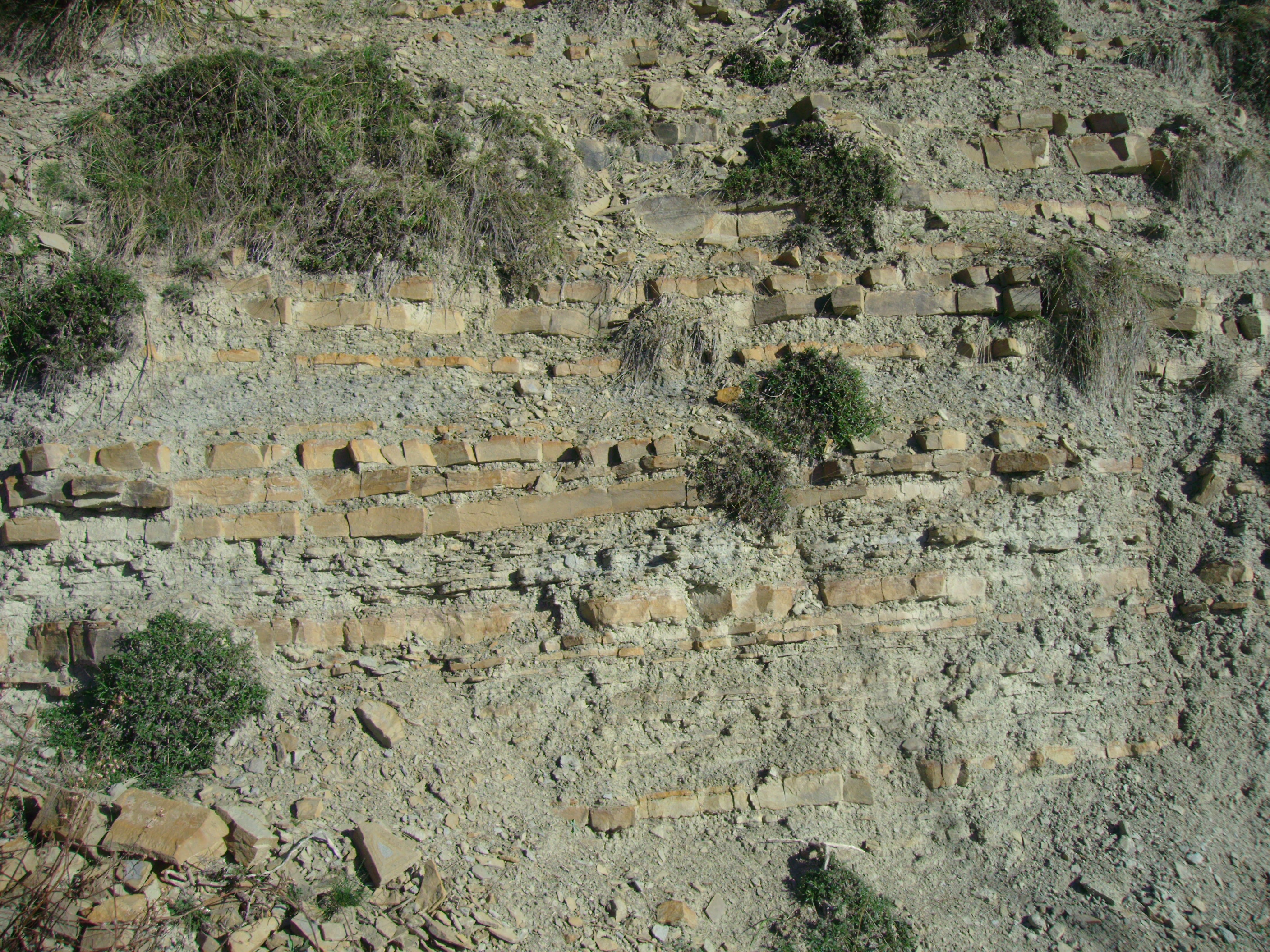
Affioramento di Flysch di Albidona

Secondo la ricostruzione elaborata da Piero Elter si possono distinguere in "Liguridi esterne" (in posizione strutturale inferiore) e "Liguridi “interne" (in posizione strutturale superiore e parzialmente accavallato sulle esterne) separate dalle ofioliti osservabili sulla "ruga" del Bracco che sono il relitto del fondo dell'oceano ligure piemontese separante il continente iberico-europeo da quello apulo-africano
Le Liguridi esterne sono costituite da un “complesso basale” di età compresa fra Giurassico superiore e Cretaceo superiore, formato da: Diaspri e Calcari a Calpionelle aventi spessore ridotto e presenti soltanto nella zona più interna, brecce con frammenti calcarei (derivanti soltanto dal Calcare a Calpionelle) e olistoliti ofiolitici, che superiormente sono ricoperti da depositi dal Cretaceo superiore al Paleocene con alla base un flysch calcareo passante a depositi francamente depositi terrigeni come le arenarie di Ranzano e la formazione di Bismantova che derivano da apporti sedimentari prodottisi durante la fase iniziale dell'orogenesi alpina.
Le Liguridi interne non contengono ofioliti e la loro sequenza inizia con alla base i depositi di Radiolariti (“Diaspri”) e calcari a Calpionelle (Giurassico superiore Cretaceo inferiore) a cui seguono argille intercalate con calcari silicei (le argille o calcari a Palombini) e con arenarie di età Titoniano-Albiano (?), a cui seguono le Argille di Val Lavagna (si tratta di marne siltose con livelli arenacei e argille varicolori con livelli di olistostromi provenienti dalla “ruga del Bracco”), di età Albiano (?) Senoniano a cui seguono, verso l’alto altri depositi terrigeni (i flysch del Monte Antola e le Argille del Passo del Bracco) di età Cretaceo superiore - Paleocene. I Calcari a Calpionelle sono distinti dalla coeva Maiolica della serie Toscana e Umbra essendo principalmente formati da marne.

##### Dominio Umbro Marchigiano
Il Dominio Umbro Marchigiano, costituito da rocce sedimentarie, dal punto di vista stratigrafico strutturale forma la parte meridionale orientale dell'Appennino settentrionale, ed è individuato superficialmente a nord dal limite con la "Colata della Val Marecchia", a ovest dai lineamenti della Val di Chiana e Valle del Paglia e a sud dal complesso dei Monti della Laga. Si tratta di una serie sedimentaria marina depostasi sopra la crosta continentale della placca Apula, quando questa costituiva una sorta di protuberanza settentrionale della placca africana, da cui si sarebbe separata nel corso dell'apertura delle Tetide.

##### Dominio Toscano
Come indicato dal suo nome affiora prevalentemente in Toscana, è costituito da unità epimetamorfiche (l'Unità delle Apuane e l'unità di Massa), ricoperte dalla falda toscana.

###### Alpi Apuane
Le Alpi Apuane costituiscono un nucleo di rocce metamorfiche (assieme al Monte Pisano, Dorsale Montagnola senese - Monticiano/Roccastrada) che affiora in Toscana come finestra tettonica, composto da successioni di originarie rocce sedimentarie meso-cenozoiche metamorfosate e coperte da successioni meso-cenozoiche non metamorfosate. Tra queste rocce metamorfosate vi sono i famosi marmi delle cave apuane, derivanti dalla trasformazione di rocce calcaree.

#### Appennino centrale
L'Appennino centrale è caratterizzato dallo sviluppo, a partire dal Lias della estesa piattaforma carbonatica laziale abruzzese, e dai bacini esterni umbro marchigiani e dal bacino interno toscano.

#### Appennino meridionale
Geologicamente l'Appennino meridionale a nord è limitato dalla linea Ancona-Anzio, un sistema regionale di faglia trascorrente orientata NNE-SSW, a sud invece continua sino ai rilievi della Sicilia settentrionale.
L'Arco Calabro-Peloritano, che in gran parte include la regione calabrese, compreso tra il sistema trascorrente di Sangineto e il sovrascorrimento di Taormina, presenta caratteri peculiari rispetto alle catene contigue, sia dal punto di vista petrografico con la presenza di rocce ignee sia strutturale.
L'avampaese della catena è rappresentato da un'alternanza di piattaforme carbonatiche e successioni bacinali originatesi durante il rifting mesozoico.

#### Avampaese Adriatico
L'avampaese adriatico è costituito da una fascia situata a est della catena appenninica, caratterizzato da una potente successione plio-pleistocenica, al contatto con le pieghe appenniniche, depostesi sopra una potente serie carbonatica mesozoica-miocenica che prosegue verso est affiorando sulla costa istriano balcanica, scendendo lungo la penisola, l'avampaese a nord del Gargano affiora formando la penisola apula e la successione plio-pliocenica prosegue lunga la valle del Basento terminando nel golfo di Taranto.

##### Geologia della Calabria
La Calabria appartiene al dominio geologico chiamato Arco Calabro Peloritano che viene interpretato dai geologi come un frammento distinto di catena Alpina s.s., infatti a differenza dell'Appennino meridionale è costituito da unità tettoniche di rocce non calcaree, bensì metamorfiche o cristalline, in parte risalenti almeno al Paleozoico. L'interpretazione dell'arco calabro e la sua ricostruzione evolutiva in un contesto paleogeografico ha da sempre rappresentato uno dei problemi più interessanti della geologia del Mediterraneo.

### Geologia dei mari

#### Mar Tirreno geologia
Il Mar Tirreno è un'area interessata da tettonica distensiva, interpretata come un piccolo bacino in corso di oceanizzazione, nel cui contesto assumono importanza di primo piano i vulcani sottomarini Marsili e Vavilov.

#### Mare Adriatico
Il mar Adriatico è sviluppato al di sopra dei calcari mesozoici e cenozoici dell'avampaese apulo appenninico, ed è caratterizzato da un elevato spessore di sedimenti plio-pleistocenici, spesso attribuibili a depositi torbiditici distali terrigeni, originati dal trasporto in mare per opera dei fiumi appenninici e da quelli padani dei detriti derivanti dallo smantellamento delle Alpi e dell'Appennino settentrionale e centrale. Questa deposizione è stata interessata dalla tettonica compressiva legata all'orogenesi appenninica, provocando una serie di pieghe anticlinaliche, che hanno formato numerose trappole strutturali dando origine a giacimenti di gas naturale, oggetto di ricerca e sfruttamento sia da parte dello Stato italiano sia di quello croato.
L'analisi di sezioni sismiche ha rivelato la presenza, entro la serie terrigena, di diapiri di argilla e sorgenti naturali spontanee che rilasciano gas naturale dal fondale marino.

### Blocco sardo-corso

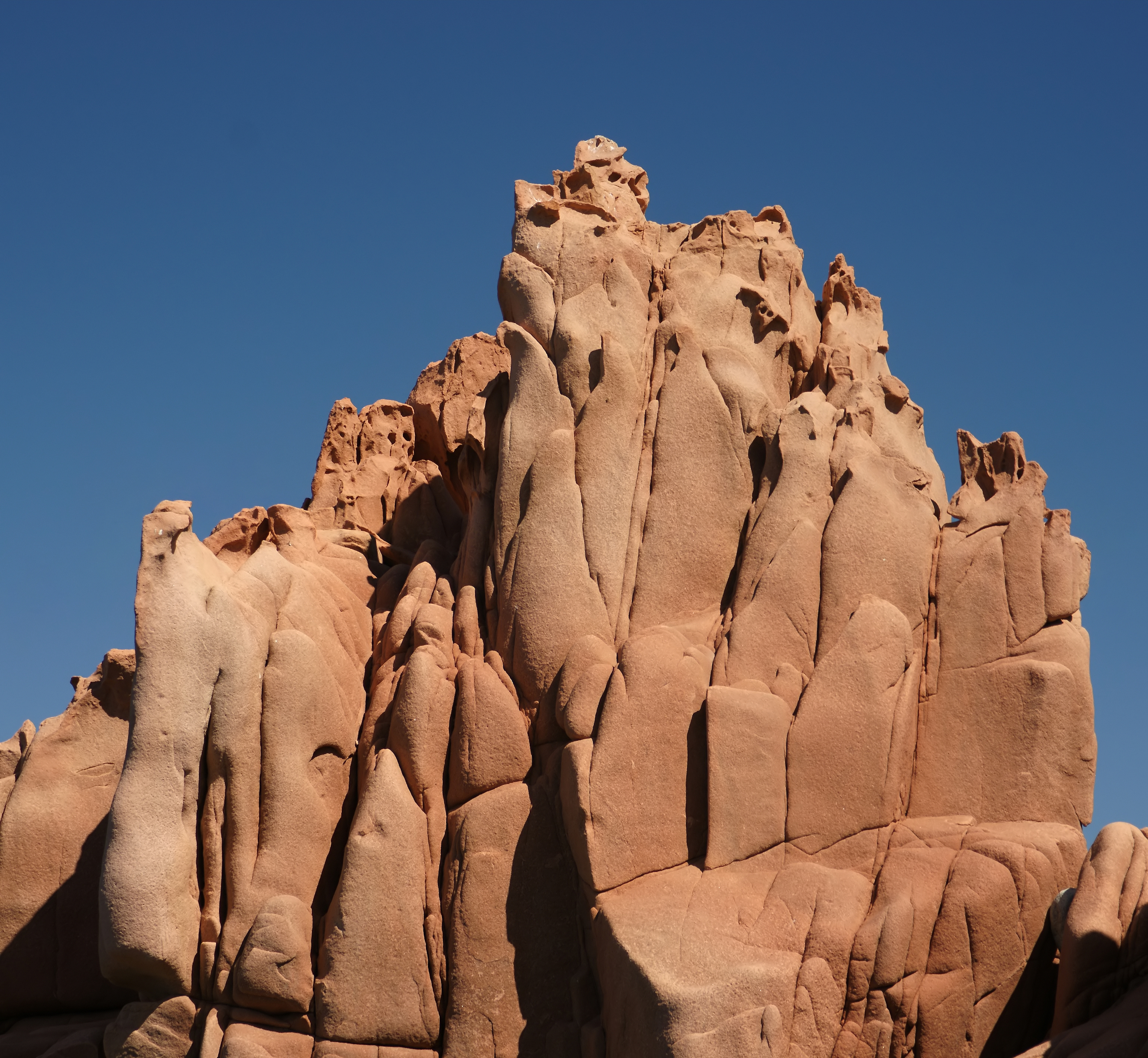
Affioramento di granito rosso ad Arbatax

Il blocco sardo-corso è, un frammento di litosfera continentale, di pertinenza europea, costituito principalmente dalle isole di Sardegna e Corsica.
30 milioni di anni fa tale blocco, staccandosi dalla Provenza ha incominciato ad allontanarsi dalla placca europea, in particolare, ruotando in senso antiorario.

### Pianura Padana e Pianura Veneta
Sulla sua superficie topografica oggi si trovano depositi continentali fluviali e fluvio-glaciali (con spessori di svariate centinaia di metri) che depostisi spesso in discordanza sopra una serie di rocce sedimentarie marina, superiormente di età plio-pleistocenica e costituita inferiormente dalla sequenza tettonizzata del dominio sudalpino a nord e del dominio nord appenninico a sud, con assetto strutturale fatto di pieghe e sovrascorrimenti e non privo di complicazioni neotettoniche.
Sin dal tardo Cretacico, l'area ora occupata dalla pianura padana ha rappresentato la parte frontale di due catene di opposta convergenza: l’Appennino settentrionale e le Alpi meridionali, le cui fronti sembrano incontrarsi sotto la pianura padana. Nell'Oligocene si ha l'inizio della sedimentazione clastica marina, iniziata a ovest e proseguita per tutta l'area fino al quaternario, il materiale terrigeno che si sedimentava era fornito dallo smantellamento dei primi rilievi generati inizialmente dall'orogenesi alpina e quindi da quella appenninica.
L'aspetto finale della pianura padana si è raggiunto con il riempimento definitivo del bacino, cominciato nel Pliocene, con depositi dapprima marini e poi continentali, delle aree bacinali ampiamente subsidenti delle avanfosse padane.
Nel pliocene le due pianure erano occupata dall'estensione del mare adriatico entro il golfo padano, a settentrione sedimenti marini pliocenici sono stati rinvenuti anche nel Canton Ticino a Balerna, a meridione i sedimento plio-pleistocenici costituiscono il pedeappenino emiliano, mentre la pianura costituisce un bacino sedimentario con una spessa sequenza sedimentaria marina, ricoperta infine dai depositi quaternari continentali.
Studi sulla base della sequenza plio-quaternaria nella porzione centrale e meridionale della pianura padana, mostrano il tipico sviluppo di una serie di sub-bacini sedimentari di tipo sin-orogenetico o a piggy-back, formatisi a seguito di movimenti ricollegabili a varie fasi tettoniche dell'orogenesi appenninica appenniniche, che hanno generato una serie di falde complesse a vergenza settentrionale con ricoprimenti multipli. Il bordo porzione settentrionale della pianura, presenta a est del lago di Garda una struttura monoclinale immergente verso Sud, detta monoclinale veneta anch'essa suddivisa da faglie, mentre a ovest del Garda, fino a Torino vi è una serie di pieghe a vergenza meridionale, formatisi a partire dal Miocene medio superiore.
L'assetto contemporaneo delle pianure è il risultato dell’azione di numerosi corsi d’acqua che hanno, in successivi tempi geologici e storici, asportato e apportato sedimenti fluviali al bacino marino costiero, soggetto a fenomeni di subsidenza, che occupava l’odierna pianura padana. La gran parte dei depositi superficiali affioranti è il prodotto dell’attività fluviale, posteriore all'ultima glaciazione würmiana conclusasi circa 30000 anni fa. Lo scioglimento dei ghiacciai, liberando una gran quantità d’acqua in tempi geologicamente brevi ha comportato l'erosione dei grandi corpi morenici, edificati precedentemente dall'attività dei ghiacciai lungo il fronte glaciale; i materiali erosi a monte o in prossimità dei depositi morenici presenti all'inizio delle vallate, furono rideposti a valle.
Dal punto di vista strutturale, sebbene il definitivo assetto del substrato sepolto venga tradizionalmente associato a una fase tettonica pliocenica media-inferiore (databile dalla discordanza esistente tra i sedimenti plio-pleistocenici marini e il substrato più antico), si ritiene che i depositi alluvionali quaternari siano stati successivamente coinvolti in fasi neotettoniche, condizionando così anche la morfogenesi più recente. L'attività sismica, presente soprattutto sul margine emiliano e nell'area friulana e responsabile anche di gravi terremoti, conferma che la fase di attività tettonica non è ancora terminata.

## Geologia storica

Mappa geologica d'Italia del 1933

Stratigraficamente si ritrovano sedimenti di tutti i periodi del Fanerozoico dal cambriano al quaternario, alcuni affioramenti in Sardegna sono dubitativamente attribuiti al precambriano, tuttavia le sequenze sedimentarie più complete e diffuse iniziano dal Permiano. In diversi affioramenti lo spessore e la continuità stratigrafica delle sequenze mesozoiche e cenozoiche è tale che sono stati usati come stratotipi per definire dei piani stratigrafici usati a scala planetaria, alcuni dei quali sono tuttora considerati validi.

### PrePaleozoico Italiano
Dubitativamente alcune metamorfiti alternate con arenarie e peliti affioranti in Sardegna, e appartenenti al dominio europeo, sono attribuiti al precambriano

### Paleozoico italiano

#### Cambriano - Carbonifero Italiano
Rocce cambriane si trovano nella Sardegna sudoccidentale, dove affiora una potente successione sedimentaria debolmente metamorfosata a seguito dell'orogenesi ercinica, suddivisibile in quattro unità litostratigrafiche: Formazione di Bithia di natura detritica, Formazione di Nebida costituita da argille a arenarie con lenti di calcari con archeociati e alghe e Formazione di Gonnesa costituita da dolomie, tutte del cambriano inferiore e la Formazione di Cabitza costituita da argilloscisti del cambriano medio superiore. Stratigraficamente la sequenza presenta affinità con sequenze coeve presenti nella Francia meridionale e nella Meseta spagnola.
L'Ordoviciano affiora in Sardegna con i metaconglomerati e le metarenarie della Formazione di Monte Argentu di origine continentale e nelle alpi Carniche nel tarvisiano con calcari marini a cistoidi dell'ordoviciano superiore.
Anche il Siluriano è scarsamente affiorante e anch'esso si rinviene esclusivamente in Sardegna e in Carnia; stessa distribuzione limitata si ha per i terreni del Devoniano.
Il Carbonifero è presente in diversi affioramenti con sedimenti terrigeni continentali, in Liguria, Valle d'Aosta nella zona del Piccolo san Bernardo ove si rinviene una flora fossile a Calamites, in Lombardia nelle arenarie del Moscoviano in val Sanagra ricche in varie specie fossili, tra cui Sigillaria, al confine con la Svizzera ove è presente nell'area di Manno, nei Monti Pisani in Toscana con flora a Lepidodendron e Lyginopteris e nella Sardegna meridionale con depositi lacustri del Carbonifero superiore.

#### Permiano Italiano

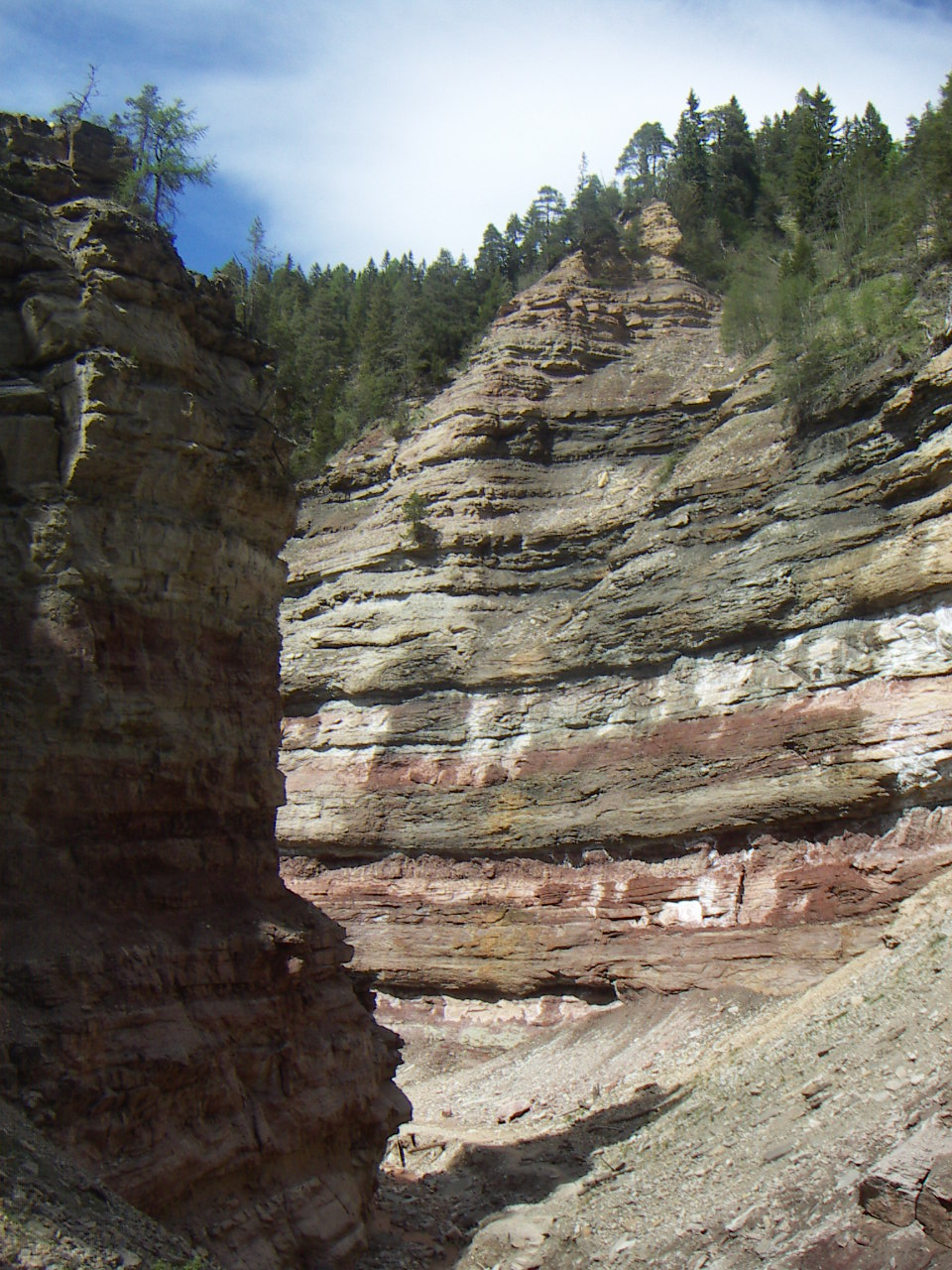
Arenarie della Val Gardena, affioranti nella gola del Bletterbach (Rio Foglie secche)

La geologia permiana può essere suddivisa in aree con sedimentazione legata a una fase molassica di fine orogenesi ercinica e aree con sedimentazione marina.
Le prime aree comprendono bacini continentali, legati a tettonica distensiva tardo post ercinica e sono principalmente: i bacini della Sardegna centro-orientale (zone dell'Ogliastra, Barbagia, Mulargia) e della Nurra a nord ovest nell'isola, dove si rinvengono sedimenti terrigeni associati a vulcaniti e flora fossile del permiano inferiore; il bacino di San Lorenzo e Monte Pisano, nella Toscana settentrionale dove sono presenti sedimenti pelitici arenacei, con livelli carboniosi e flore fossili, bacino del Collio nel sudalpino, dove inizia la sequenza inizia con un conglomerato basale, seguita dalla Formazione di Collio, con flore del permiano inferiore (Val di Non e Trevigiovo, sopra cui si deposita il conglomerato di Dosso dei Galli, le siltiti violacee della pietra Simona e la Formazione di Ponteranica, infine nell'area dolomitica atesina la sedimentazione permiana inizia con le Arenarie di Val Gardena e termina con i calcari della Formazione a Bellerophon.
Associati a questi sedimenti continentali si rinvengono tracce di deambulazione di vertebrati terrestri: anfibi e rettili nella formazione di Collio nelle Alpi Orobie, e impronte di rettili nelle arenarie della Val Gardena.
Le aree a sedimentazione marina sono:
- il bacino carnico a partire dal Cadore, andando verso est, con la sedimentazione del gruppo del Rattendorf del permiano inferiore sopra il gruppo dell'Auerning del carbonifero superiore, a cui segue la sedimentazione del Trogkofel (Permiano inferiore medio) costituenti dei ciclotemi marino-deltaici- paralici con progressivo aumento della componente carbonatica, tipicamente fossiliferi e correlabili con le sequenze coeve dell'Europa occidentale e della piattaforma russa.
- Bacino toscano dove all'isola d'Elba si rinvengono rare fusoline del permiano inferiore, sulla sommità' della sequenza carbonifera marina.
- Il bacino siciliano (Sicilia Centrale) con i calcari fossiliferi della Valle del Sosio del permiano medio e la formazione Lercara costituita da peliti argillose e calcareniti a Fusoline[16]

#### Fossili significativi del paleozoico italiano
|  |  |  |  | - Tariccoia arrusensis, piccolo Liwiidae sardo, Devoniano superiore, raccolto nel membro Arrus, della formazione Monte Argentu - Ortiseia leonardi, felce fossile permiana (Arenarie di val Gardena) - Bellerophon, il gasteropode che dà il nome alla omonima formazione permiana |

### Mesozoico Italiano

#### Triassico italiano
Il sistema Triassico è ben rappresentato in Italia, con vaste aree di affioramento nella catena alpina e affioramenti più limitati e discontinui negli Appennini e nelle isole.
Nella catena alpina in particolare è da tenere in considerazione la successione sedimentaria del Sudalpino, in cui è ampiamente documentato.
Nel triassico la storia geologica è quella del margine passivo della Tetide ormai in apertura, le rocce sedimentarie note sono deposte sul margine settentrionale occidentale di quella che diventerà la placca adriatica adriatica nel corso dell'apertura del braccio occidentale della Tetide, come la Formazione di Bellano e quindi del bacino oceanico Ligure-piemontese. Sopra ai sedimenti continentali o neritici permiani si depositano, in accordo a una trasgressione marina che si sviluppa verso occidente, le formazioni terrigene del Servino e di Werfen, entro le quali si trovano intercalati livelli che testimoniano l'esistenza di episodi vulcanici. Nell'area dolomitica e nelle Alpi carniche si sviluppano biocostruzioni carbonatiche, ascrivibili a condizioni paleocologiche simili a quelle degli attuali atolli corallini, di età ladinica e carnica, oggi ben evidenti nell'area dello Sciliar e di San Cassiano ove si sviluppano piattaforme carboniche che progradano sopra aree marine a sedimentazione terrigena fine riconoscibile nelle Formazione di Livinallongo, di Wengen e di San Cassiano. In Lombardia si osserva la deposizione della Carniola di Bovegno. Al di sopra di queste si sviluppano nel carnico superiore le formazioni appartenenti al gruppo di Raibl, come la Formazione di San Giovanni Bianco e le Arenaria di Val Sabbia che indicano un ritorno più diffuso a una sedimentazione terrigena, con apporti continentali con anche depositi alluvionali e peritidali, localmente evaporatici, pur avendo sempre in eteropia formazioni più francamente marine carbonatiche come i calcari della Formazione di Gorno e Formazione di Breno. In Lombardia nel retico si sviluppa la dolomia a conchodon. Il ciclo triassico su conclude nel triassico superiore con la deposizione generalizzata dei depositi di piattaforma carbonatica, di acque poco profonde, con spessori variabili da poche centinaia di metri a circa 2000 metri della Dolomia principale, entro cui si rinvengono depositi lagunari fossiliferi come il calcare di Zorzino, sedimenti neritici come il calcare di Zu e le argilliti di Riva di Solto.
Nel triassico superiore dell'appenino settentrionale si trova una sedimentazione continentale terrigena con i tipici "red beds" del Verrucano Toscano e la diffusione della penisola di sedimenti carbonatici associati a evaporitici, in particolare gessi, affioranti localmente, come nell'alta valle del fiume Secchia, i calcari a Grezzoni in Toscana e diffusi nel sottosuolo, parzialmente diagenizzati, come le anidriti di Burano, che costituiranno un livello lubrificante di scollamento durante le fasi compressionali dell'orogenesi appenninica. Nello stesso periodo, nell'area che poi diverrà Appennino lucano-campano si sviluppa il bacino lagonegrese, caratterizzato dalla sedimentazione di calcari, selci e marne di acqua profonda.
In Sardegna sono presenti affioramenti di sedimenti triassici in "facies germanica".
Paleontologicamente il Triassico è caratterizzato per il rinvenimento di determinanti fossili, ben conservati, caratteristici del periodo e di alcune località. L'area tra Monte San Giorgio e Besano ha permesso il rinvenimento di un'interessante fauna di rettili marini, tra questi Lariosaurus, Besanosaurus leptorhynchus, Askeptosaurus italicus, Ceresiosaurus e Tanystropheus (quest'ultimo davvero sorprendente a causa del lunghissimo collo). Nel Parco paleontologico di Cene è stato rinvenuto Eudimorphodon ranzii, uno dei più antichi pterosauri conosciuti, oltre ad altri rettili terrestri e acquatici come Vallesaurus, Endennasaurus e Drepanosaurus. Impronte di dinosauri sono state rinvenute sul Monte Pelmetto nel bellunese.
L'abbondanza di affioramenti di rocce triassiche ha fatto sì che nel passato alcuni piani geologici fossero stabiliti basandosi sulla geologia italiana, come risulta evidente dall'origine dei loro nomi: il Ladinico così chiamato dal nome delle popolazioni di lingua ladina viventi nell'area di definizione del piano, il Carnico dalle Alpi Carniche e il Retico dalle Alpi Retiche.

##### Fossili significativi del Triassico italiano
|  |  |  |  | - Claraia clarai, tipico bivalve, spesso rinvenibile quantità lungo superfici di strato (formazione di Wefen) - Daonella lommeli, bivalve con guscio sottile, forse pelagico (Formazione di Wengen) - Endennasaurus acutirostris, tipico rettile del triassico lariano (Calcare di Zorzino) - Italophlebia gervasuttii : libellula fossile rinvenuta nelle argilliti di Riva di Solto |

#### Giurassico Italiano

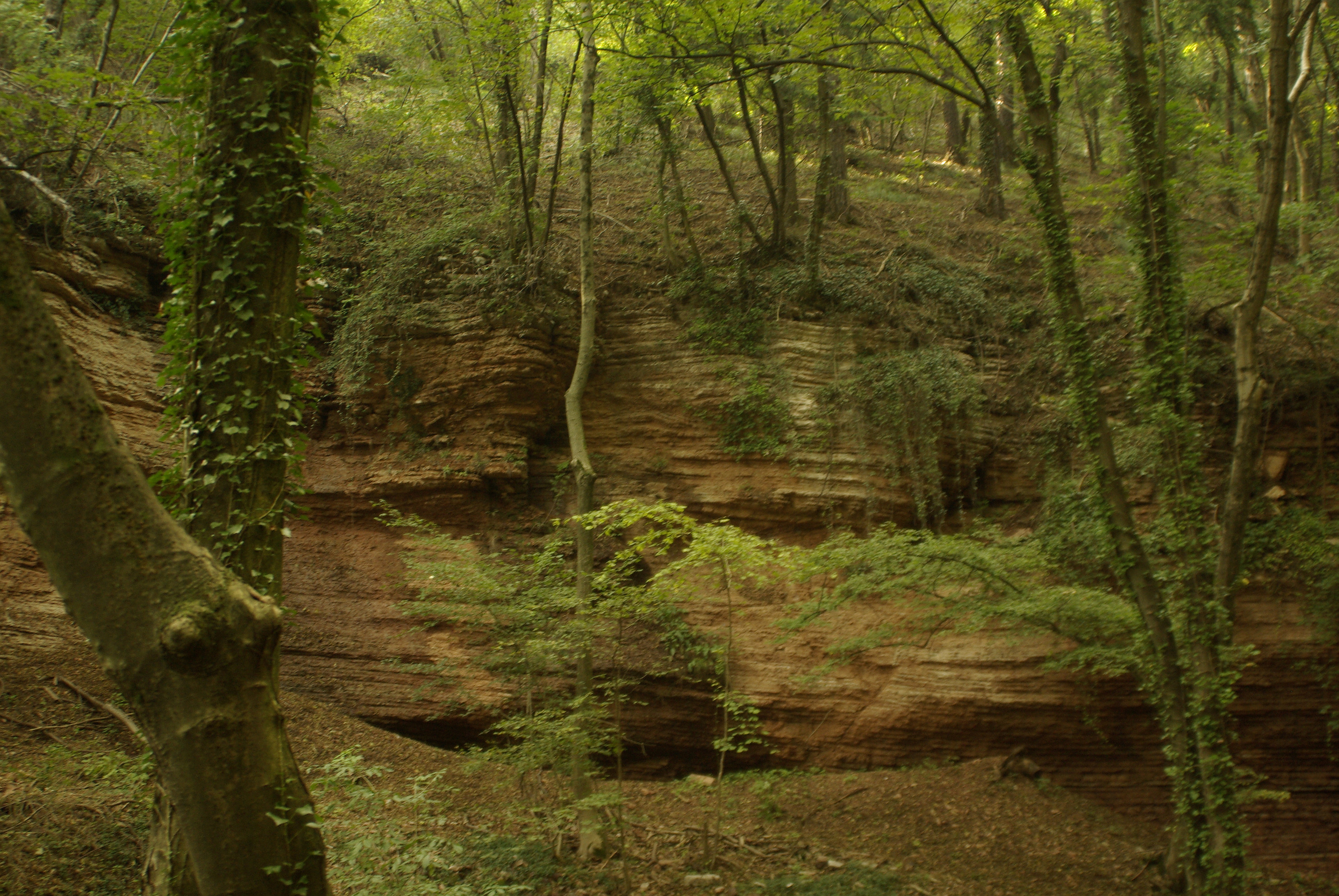
Alpe Turati (Como) Affioramento di Rosso ammonitico lombardo

Questo periodo è principalmente rappresentato da successioni sedimentarie carbonatiche marine sia pelagiche sia di piattaforma continentale, in generale la deposizione è da margine continentale passivo controllata dall'apertura dell'oceano tetideo, con scarsi o nulli apporti terrigeni. Si trovano depositi di tipo piattaforma carbonatica come i calcari grigi liassici della Alpi meridionali trentine venete e friulane, il Calcare massiccio appenninico e i calcari della piattaforma liassica siracusana, presenti anche nell'offshore ragusano.
La tettonica prevalente è di tipo distensivo, con la delineazione nel Giurassico di aree bacinali separati da alti strutturali: nel Bacino Bellunese si depositano formazioni calcaree marnose (Formazione di Soverzene) e calcare selcifere (Formazione di Igne), nel bacino lombardo si osserva la deposizione carbonatica argillosa del Gruppo del Medolo, in cui si osserva la potente successione del Calcare di Domaro a cui seguono verticalmente i calcari rossi nodulari del rosso ammonitico e quindi le formazioni selcifere del selcifero lombardo e della formazione di Fonzaso nel bellunese in eteropia con i calcari della Formazione del Vajont, costituita da livelli torbidici di ooliti che indicano la prossimale presenza nel giurassico medio superiore di una piattaforma carbonatica.
Il Giurassico superiore è quasi ovunque rappresentato dall'inizio della sedimentazione schiettamente pelagica dei calcari micritici con noduli di selce tipo maiolica.
L'assetto paleogeografico e deposizionale a fine Giurassico evidenzia la presenza di tre domini: a) dominio oceanico sviluppato nel bacino piemontese, in quello ligure (includente la toscana occidentale) riconoscibile per la sedimentazione di calcari pelagici e radiolariti al di sopra di una crosta oceanica ora presente come serie ofiolitica, un medesimo dominio è ipotizzabile per il bacino del Lagonegrese dell'appenino meridionale come sviluppo settentrionale del Mar Ionio. b) un dominio bacinale, su crosta continentale, a seguito dell'approfondimento del margine continentale con una sedimentazione marina carbonatica e pelagica e emipelagica con un'alternanza di aree profonde e di alti strutturali caratterizzati da sedimentazione condensata (alto di Trento nelle Alpi meridionali, e in Sicilia nel trapanese, nella zona iblea e agrigentina). c) presenza di grandi piattaforme dove proseguiva la sedimentazione carbonatica di acque bassa e piane di maree.
I rinvenimenti sporadici di resti di dinosauri, come il Saltriosaurus, testimoniano tuttavia dell'esistenza di aree emerse durante questo periodo.
I calcari affioranti sul Monte Domero o Domaro nei pressi di Gardone Val Trompia hanno dato il nome al piano Domeriano.

##### Fossili significativi del Giurassico italiano
|  |  |  |  | - Ostenoteuthis siroi, cefalopode in ottimo stato di conservazione, proveniente dal giacimento fossilifero di Claino con Osteno, che ha dato il nome al genere. - Tavola del secolo XVIII illustrante ammoniti rinvenute nel rosso ammonitico umbro - Hildoceras sublevisoni, la specie più antica del genere Hildoceras, dal Rosso Ammonitico Lombardo - Orma di mammifero, identificata come icnogenere Brasilichnium, rinvenuta ai Lavini di Marco, ove è associata a numerose impronte di dinosauri (Giurassico inferiore) |

#### Cretacico Italiano
All'inizio del Cretacico la sedimentazione dei calcari pelagici e emipelgici biancastri della Maiolica e formazioni simili, come il Biancone e Lattimusa prosegue, quindi l'inizio della fase orogenetica alpina inizia a far sentire i suoi effetti con un graduale aumento dell'apporto di materiale detritico fine determinando il passaggio nel cretaceo superiore a sedimenti marnosi come la Scaglia rossa. Nel bacino lombardo il passaggio verso l'alto si sviluppa attraverso la transizione della Maiolica alle Marne di Bruntino, quindi ai calcari del Sass de la Luna, quindi Scaglia lombarda e quindi la sedimentazione ormai prevalentemente terrigena del gruppo del Flysch Lombardo. All'interno della sedimentazione pelagica si riconoscono particolari livelli marker, con vasta estensione laterale, dovute a episodi anossici a fondo mare, tra questi il Livello Bonarelli che è stato riconosciuto dalla Lombardia (dove si intercala entro le torbiditi e le emipelagiti del Flysch Lombardo) all'Appennino Centrale (Marche e Umbria), dove risulta compreso nella successione calcareo-marnosa emipelagica della Scaglia Bianca. Livelli con caratteristiche analoghe e correlabili come età sono conosciuti anche in Nord Africa, Spagna, America Centrale, e nei sedimenti oceanici del Nord Atlantico. Altri livelli presenti entro il Flysch Lombardo, come quello noto come Megabed di Missaglia rappresentano un evento "catastrofico" di sedimentazione torbiditica, originato verosimilmente da un evento sismico di grande magnitudine.
Il dominio della piattaforma carbonatica, spesso caratterizzate dalla presenza di abbondanti resti di rudiste di acque basse persiste in Puglia con i calcari di Altamura e il Calcare di Bari, i calcari delle piattaforme dell'area laziale abruzzese e campano lucano e nella piattaforma friulana con i Calcari del Cellina. Sono pure presenti depositi della zona di transizione piattaforma-bacino, con accumuli di materiale risedimentato per opera di colate detritiche e megabrecce, ben riconoscibili lungo il margine occidentale della piattaforma friulana, nell'area del massiccio della Maiella enell'area del Gargano orientale e nell'offshore adriatico. Anche per il Cretacico vi sono rinvenimenti sporadici di resti di dinosauri, come Scipionyx samniticus, Tethyshadros insularis e i rinvenimenti di impronte di dinosauri in Puglia, che indicano tuttavia l'esistenza di aree emerse durante questo periodo.

##### Fossili significativi del Cretacico italiano
|  |  |  |  | - Ionoscopus pietraroiae, pesce fossile in ottimo stato di conservazione, proveniente dal giacimento fossilifero di Pietraroia, che ha dato il nome al genere. |

#### Vertebrati fossili significativi del mesozoico italiano
|  |  |  |  | - Lariosaurus (Triassico) (Calcare di Meride) - Scipionyx samniticus (Cretacico) Calcari selciferi e ittiolitiferi di Pietraroia - Tethyshadros insularis (Cretacico) Campaniano superiore–Maastrichtiano, calcari della Formazione Liburnica |

### Cenozoico Italiano
La geologia del cenozoico italiano è dominata dagli effetti dell'orogenesi alpina a cui seguirà l'orogenesi appenninica, causata da una collisione continentale che provoca la chiusura e scomparsa totale della Tetide.

#### Paleocene Eocene Oligocene Italiano

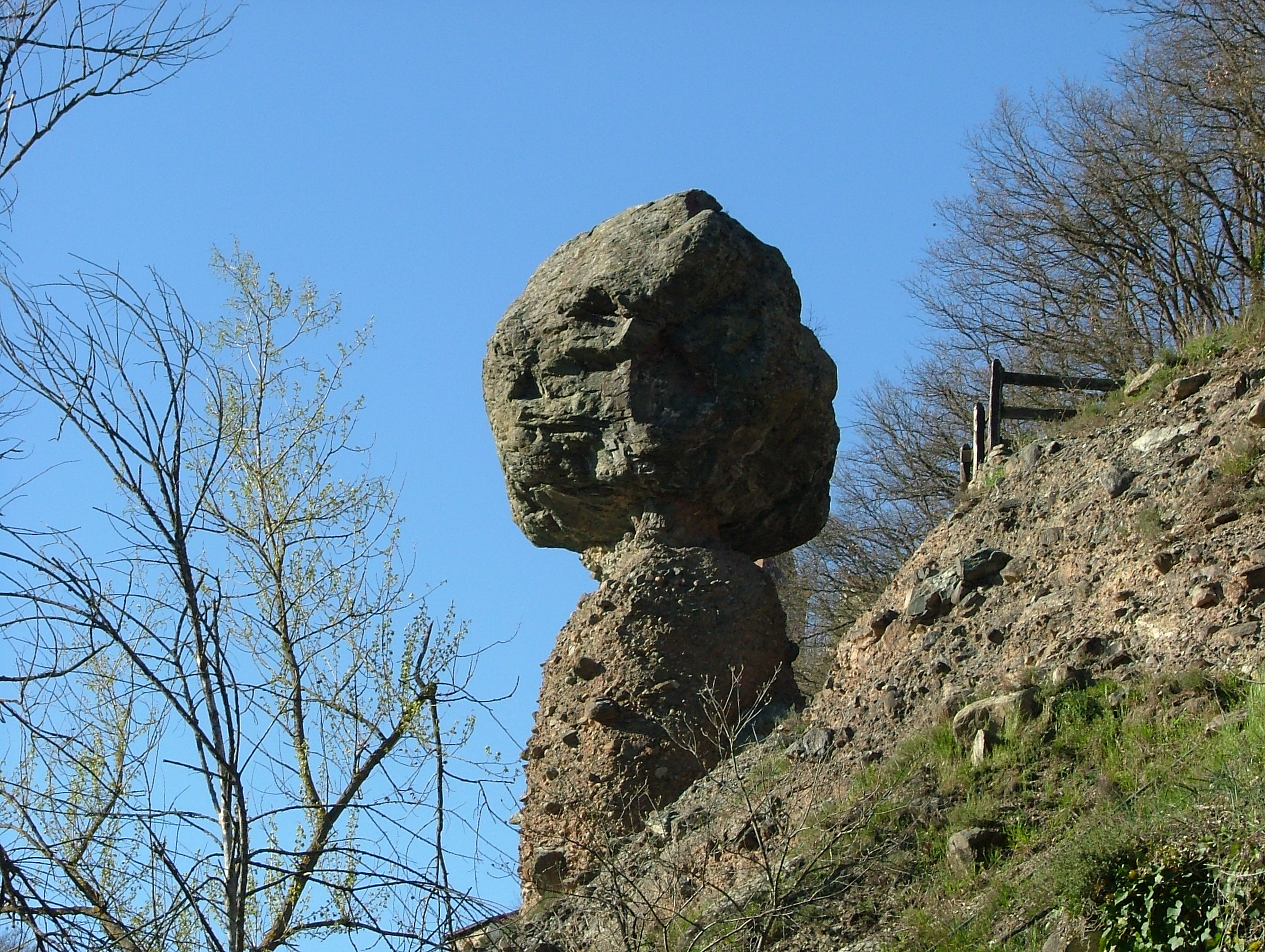
"Fungo erosionale" il "cappello", un masso ofiolitico di (serpentinite), ha protetto dalle intemperie la sua colonna portante costituita dal conglomerato della Formazione del Molare

La fase parossistica dell'orogenesi alpina è collocata tra l'Eocene superiore e l'Oligocene inferiore, le osservazioni indicano che il corrugamento indotto dall'orogenesi temporalmente si muove da ovest verso est, iniziando nella zona delle Alpi occidentali, la cui successione Formazione del Molare molassica oligocenica depostasi nel Bacino terziario Piemontese è post-orogenetica, mentre la serie oligocenica a est del lago di Garda (zona del Monte Baldo) è stata coinvolta nel sollevamento alpino affiorando al nucleo di sinclinali oggi ad altezza superiori a 1000 metri. Mentre ai piedi delle Alpi meridionali lombarde dall'oligocene al miocene medio si ha la deposizione in ampie conoidi sottomarine dei sedimenti terrigeni derivenati dall'erosione delle falde alpine in sollevamento dando luogo alla formazione della Gonfolite ora in parte affiorante e in parte presente nel sottosuolo della pianura padana e riconosciuta nelle perforazioni profonde per la ricerca di idrocarburi.
Il Flysch di Ventimiglia si deposita dalla Liguria occidentale fino alla Francia nella zona del massiccio Argentera-Mercantour(ove è noto come Grès d'Annot) e proviene dallo smantellamento di rocce affioranti appartenenti al blocco sardo-corso
In Appennino la polarità spaziale e temporale è ben evidente nella evoluzione delle successioni torbiditiche sinorogeniche che mostrano la migrazione dell'orogenesi verso l'area esterna (ossia verso nord e est) della catena. Appennino settentrionale: nel paleocene eocene sul margine orientale dell'oceano ligure in chiusura si depositano flysch calcarei con una componente dominante marnosa arenacea (Formazione di Monte Sporno, Di Canetolo, di M. Morello) e contemporaneamente flysch distali arenaceo marnosi, come le Arenarie di Ranzano nell'Appennino emiliano, si depositano sull'area continentale adiacente in diminuzione verso l'avampaese, la deposizione di quest'ultimi quest'ultimi inizia nell'oligocene con il Macigno (Oligocene - Miocene inferiore) sul versante tirrenico toscano, le Arenarie del Cervarola (Miocene inferiore medio) affioranti lungo lo spartiacque appenninico settentrionale, la sedimentazione terrigena abbondante prosegue Formazione Marnoso Arenacea (Miocene inferiore - medio) affiorante sul versante romagnolo tirrenico, e il Flysch Piceno del miocene superiore verso gli Abruzzi, mentre più a est, nelle marche si depositano le formazioni del Bisciaro e dello Schlier, costituite da emipelagiti argilloso calcaree, testimonianti la lontananza della zona dall'area in cui avveniva l'orogenesi.
Nella Calabria nord orientale, vicino al confine con la Lucania affiora il Flysch di Albidona, di età compresa fra l'Oligocene e l'eocene superiore, appartenente alla porzione strutturalmente superiore dell'unità del Cilento, formato da una sequenza torbiditica çalcareo-arenaceo-marnosa sedimentata durante le ultime fasi dell'orogenesi alpina a cui è legato l'Appennino calabro.
Nella Sardegna sud-occidentale, entro la formazione eocenica inferiore del Miliolitico costituita da calcari, talora arenacei, organogeni, che superiormente diventano arenacei e marnosi e contengono sottili livelli carboniosi è stato rinvenuto un perissodattilo fossile, Atalonodon monterini.
In Veneto affiora sul monte Spilecco una sequenza sedimentaria marina dell'Eocene inferiore, ricca in fossili, che all'inizio del secolo XX era stata utilizzata per definire il piano Spilecciano, utilizzato nell'area mediterranea ed equivalente temporalmente all'Ypresiano dell'area atlantica europea. Nei sedimenti dell'Eocene medio (Luteziano), nei pressi di Verona sul Monte Duello è stato rinvenuto il cranio fossile di Megadontosuchus arduini, un coccodrillo; sempre in Veneto, ma in sedimenti lignitici, quindi continentali venne rinvenuto un pipistrello fossile: Archaeopteropus transiens.

##### Fossili significativi del Paleocene Eocene Oligocene italiano
|  |  |  |  | - Platax macropterygius, tipico pesce del giacimento fossilifero eocenico di Bolca - Mene rhombea una delle specie di pesci fossili più nota di Bolca - Harpactoxanthopsis quadrilobata, granchio fossile dell'eocene veneto |

#### Miocene Italiano
In Piemonte ed Emilia la sedimentazione riflette il diminuire degli apporti terrigeni e si ha la deposizione delle arenarie di Serravalle e quindi delle Marne di sant'Agata fossili con cui si conclude il tortoniano.
In Toscana alla deposizione del Macigno, che termina nel Miocene segue quella delle Arenarie del Cervarola (Miocene inferiore medio) affioranti lungo lo spartiacque appenninico settentrionale, la sedimentazione terrigena abbondante prosegue Formazione Marnoso Arenacea (Miocene inferiore - medio) affiorante sul versante romagnolo tirrenico, e il Flysch Piceno del miocene superiore verso gli Abruzzi, mentre più a est, nelle marche si depositano le formazioni del Bisciaro e dello Schlier, costituite da emipelagiti argilloso calcaree, testimonianti la lontananza della zona dall'area in cui avveniva l'orogenesi.
Il miocene superiore o messiniano ovunque è caratterizzato dalla crisi di salinità del Messiniano, con la conseguente deposizione di vaste sequenze evaporitiche, principalmente gesso verso il basso e salgemma superiormente nella serie quando presente e in scarse località anche sali potassici, distribuite entro la Formazione gessoso-solfifera e una regressione marina generalizzata, a cui in alcune seguì una deposizione in ambiente continentale caratterizzato da acque dolci o salmastre in probabile collegamento con i bacini della Paratetide dell'Europa orientale.
A partire dal Miocene superiore inizia la strutturazione dell'Appennino con la formazione di pieghe e sovrascorrimenti a vergenza orientale e la creazione di un sistema strutturale sinsedimentario caratterizzato da tre zone: catena, avanfossa e avampaese.
La denominazione degli ultimi quattro piani del miocene, Langhiano da Langhe), Serravalliano da Serravalle Scrivia, Tortoniano da Tortona e Messiniano da Messina, dimostrano l'importanza degli affioramenti e degli studi sul miocene italiano.
In Sardegna, il vulcanismo attivo nel miocene inferiore ha portato nella provincia di Oristano alla parziale conservazione di una foresta pietrificata.

##### Fossili significativi del Miocene italiano
|  |  |  |  | - Oreopithecus bambolii, scimmia fossile, rinvenuta nei giacimenti lignitiferi toscani e in sardegna - cranio di Titanocetus sammarinensis, cetaceo fossile rinvenuto a San Marino - Aturia aturi, nautiloide rinvenuta in Puglia - Pigna fossile (a destra), comparata con pigna odierna (a sinistra) |

#### Pliocene italiano

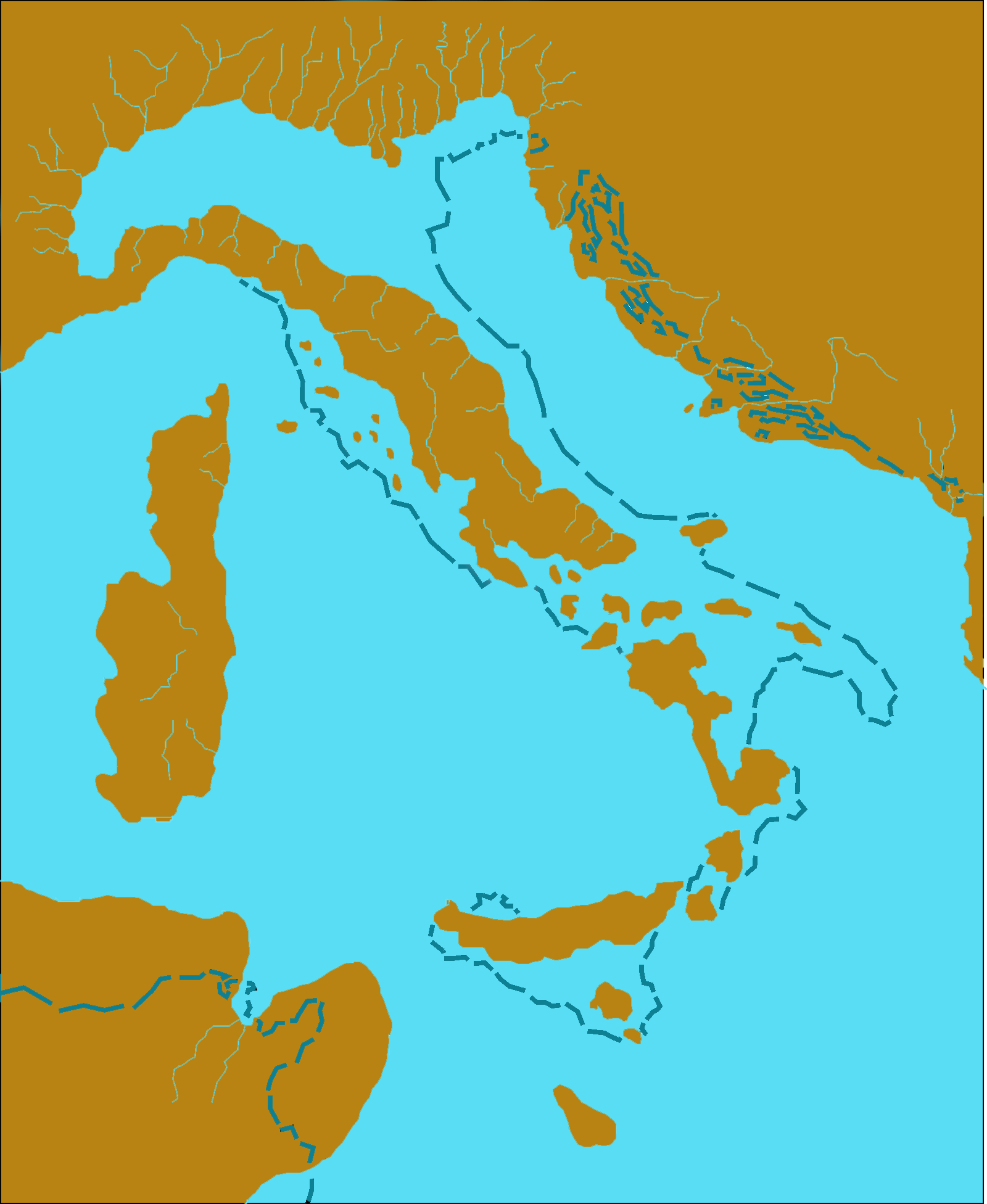
Le linee di costa dell'Italia nel Pliocene

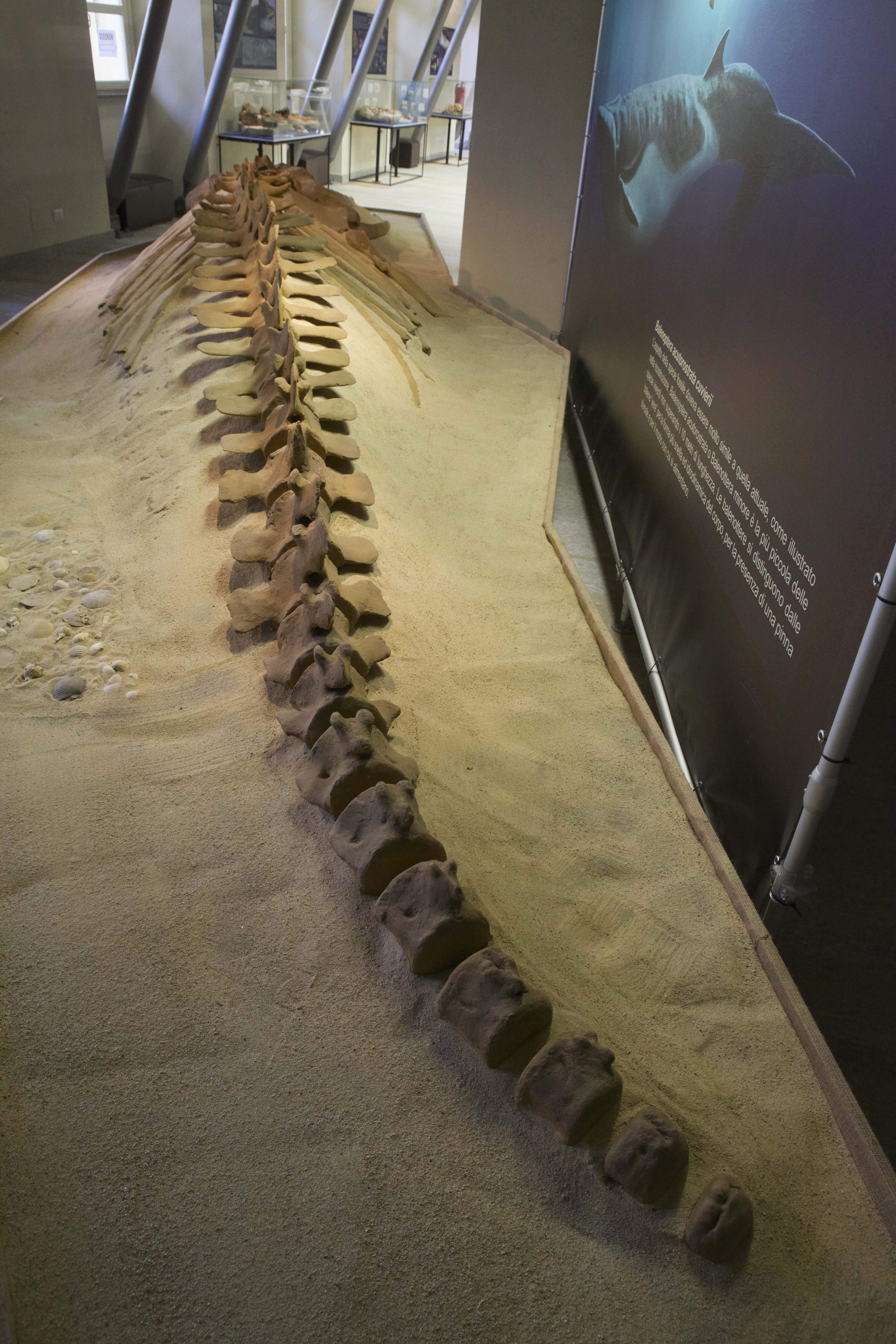
Scheletro fossile della sottospecie Balaenoptera acutorostrata cuvieri, rinvenuto nell'astigiano

Nel Pliocene la penisola italiana aveva ancora un'estensione territoriale ben differente da quella attuale. A nord l'area che al presente costituisce la Pianura Padana era occupata dal mare che formava il Golfo Padano in continuità col mar Adriatico. La pianura padana deve la sua formazione principalmente a due fattori concomitanti:
- La spinta tettonica della placca africana contro la placca europea, che ha indotto inizialmente l'orogenesi alpina e quindi anche quella appenninica, comprimendo e piegando gli strati più superficiali della crosta terrestre, fino ad arrivare a situazioni di faglie di sovrascorrimento di scaglie tettoniche e provocando il suo sollevamento della crosta con la creazione delle catene montuose e contemporaneamente la formazione di aree a forte subsidenza, come quelle ove ora si trova la pianura padana.
- La deposizione dei detriti trasportati dal fiume Po e dai suoi affluenti fino a oggi e originatisi dalla erosione della catena alpina e in minor misura appenninica in sollevamento durante la loro orogenesi, che grazie alla continua subsidenza hanno potuto accumularsi in spessori rilevanti.

Questi due fattori hanno fatto sì che al posto del mare che occupava il Golfo Pliocenico Padano, ora vi sia una pianura.
Anche il centro Italia, il sud e le isole si presentavano diversamente da come sono oggi. In Toscana la linea di costa era spostata nell'entroterra di parecchi chilometri rispetto a oggi, e l'arcipelago toscano era costituito da un maggior numero di isolotti e atolli. La temperatura dell'acqua marina era più elevata di quella attuale, e questo è in parte dimostrato anche dal tipo di fauna che popolava quell'antico mare, che oggi è presente con specie strettamente affini, che vivono nella calde acque dell'Oceano Indiano e dei mari tropicali. Squali, cetacei e una notevole varietà di molluschi popolavano quelle acque, caratterizzandole con una biodiversità che si ritrova allo stato fossile, nei sedimenti pliocenici spesso abbondantemente fossiliferi.
Il pliocene inferiore inizia con la rapida trasgressione marina, seguita all'erosione della soglia di Gibilterra che pose fine alla crisi di salinità messiniana, caratterizzata quasi ovunque da sedimenti argillosi bluastri. La sedimentazione avviene in concomitanza allo sviluppo e innalzamento della catena appenninica, e l'erosione delle terre in emersione fornisce materiale terrigeno, e conseguentemente la sedimentazione prosegue differenziandosi localmente, con la deposizione di corpi sabbiosi e conglomeratici entro una serie prevalentemente argillosa siltosa. L'attività tettonica crea una serie di sub-bacini lungo i margini esterni padano appenninici, detti di "piggy back" caratterizzati da una sedimentazione terrigena sopra coltri in movimento.
Nel pliocene superiore, tra le dorsali appenniniche in sollevamento si sviluppano una serie bacini lacustri, in Toscana si delinea bacino di Valdarno, caratterizzato da un esteso lago, i cui sedimenti sono ricchi in reperti fossili di mammiferi. In Umbria è rimasta traccia della copertura boscosa, che si sviluppava sulle terre emerse, nella Foresta fossile di Dunarobba, caratterizzata dalla presenza di resti di grossi tronchi fossili, conservatisi ancora in posizione di vita; un'altra foresta fossile pliocenica è stata rinvenuta in Piemonte lungo l'alveo della Stura di Lanzo.
Paleontologicamente il Pliocene presenta un'abbondante fauna marina, facilmente rinvenibile nei sedimenti, costituita in prevalenza da bivalvi, gasteropodi e anche coralli aermatipici, lungo alcune località, in particolare nell'astigiano, parmense e area di Volterra sono stati rinvenuti anche scheletri di mammiferi marini, come Pliophoca etrusca (foca etrusca) e Archaebalaenoptera castriarquati (balenottera di Castellarquato.
Molti piani pliocenici, alcuni dei quali ancora in uso, hanno nomi provenienti da località italiane, (Zancleano da Zancle l'originaria colonia greca vicino a Messina, Piacenziano da Piacenza, Tabianiano da Tabiano Terme, Astiano da Asti), a conferma della rilevanza degli affioramenti e degli studi sul pliocene italiano.

##### Fossili significativi del Pliocene italiano
|  |  |  |  | - Coralli fossili presenti entro la formazione dei Trubi a Capo Milazzo - Conchiglia di Fusinus etruscus, gasteropode fossile - GlycymerisGlycymeris, grosso bivalve |

#### Pleistocene Italiano

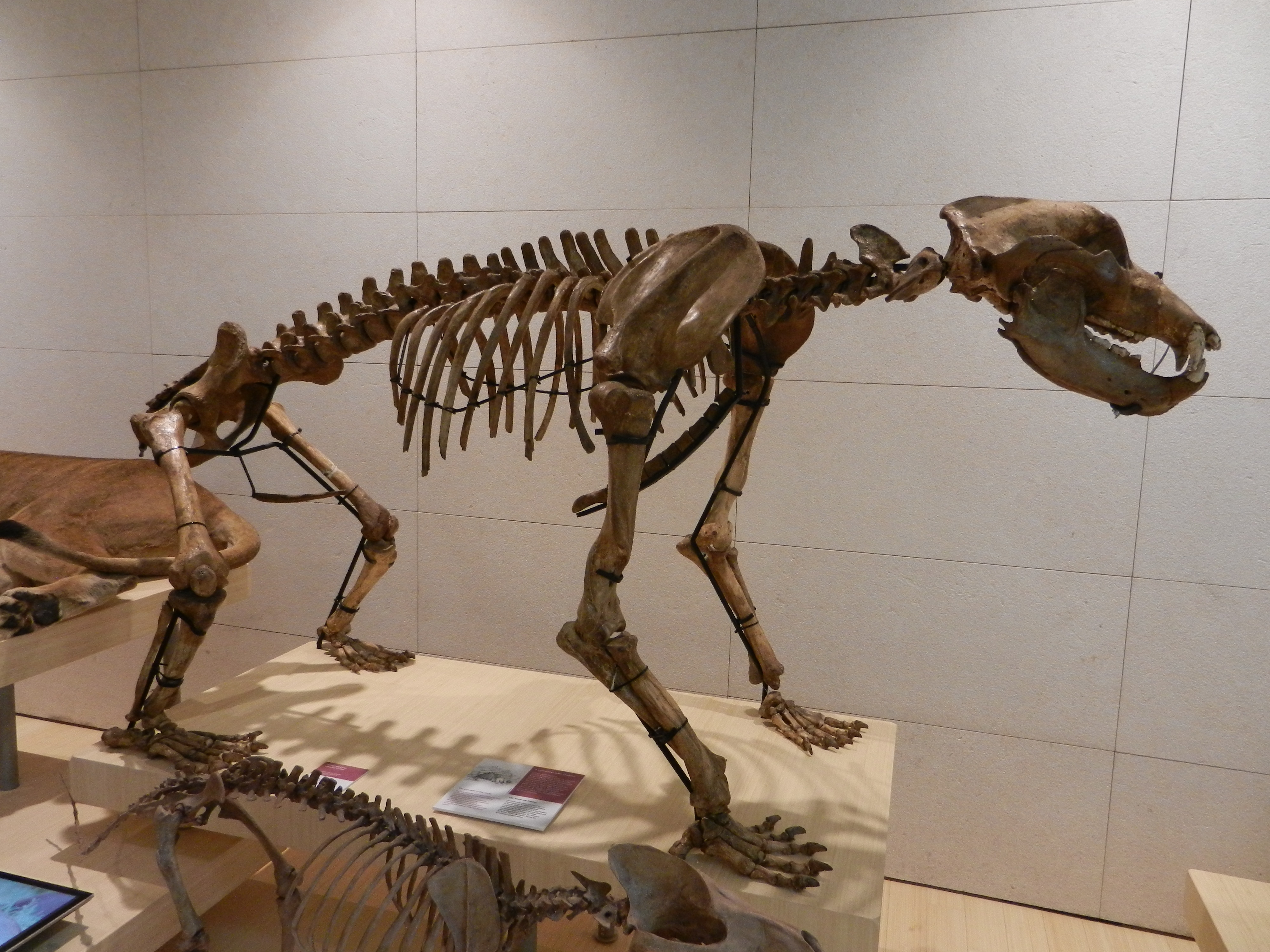
Scheletro di orso delle caverne

Il Pleistocene è presente negli affioramenti soprattutto con depositi continentali nell'area alpina prealpina e nell'Appennino settentrionale, e con sedimenti che proseguono la sedimentazione in ambiente marino nelle aree meridionali.
La sedimentazione e la stratigrafia è stata controllata sia dalla tettonica che vede l'emersione completa della catena appenninica, la cui strutturazione termina del pleistocene inferiore, e sia dai cambiamenti climatici, le grandi glaciazioni intervallate dai periodi interglaciali, tradizionalmente suddivisi in Günz, Mindel, Riss e Würm, suddivisione che in parte ha perso valore di schema generale con l'approfondirsi degli studi.
Testimonianza delle glaciazioni sono le numerose valli a U presenti nelle vallate alpine e le morfologie a circo glaciale oggi visibili a quota ben al di sotto del limite attuale dei ghiacciai, gli anfiteatri morenici che testimoniano la posizione della fronte glaciale durante la sua massima estensione, tra cui quelli di Ivrea, Rivoli-Avigliana e del Garda. A valle della aree glaciali si depositarono imponenti coltri terrigene per opera dei corsi d'acqua di natura fluvioglaciale, dando luogo a tipici depositi come i conglomerati del Ceppo dell'Adda, mentre l'esposizione subaerea dei sedimenti precedentemente sommersi dal mare originava particolari paleosuoli come il Caranto nella bassa pianura veneta. Collegati alla fase continentale pleistocenica vi sono i ritrovamenti di vertebrati fossili, come il giaguaro europeo o la pantera toscana, il noto orso delle caverne e particolari forme endemiche, come Cynotherium sardous, un canide che visse in Sardegna e Corsica.
Nel Pleistocene è intensa l'attività vulcanica, un evento parossistico dell'Etna, dovuto al collasso di un centro eruttivo del vulcano genera la deposizione dell'Ignimbrite di Biancavilla-Montalto.
Anche nel Pleistocene molti piani, sono stati definiti in località italiane e quindi e quindi denominati in accordo col toponimo dell'area di definizione: Gelasiano (Gela), Calabriano (calabria), Ioniano (mar Ionio), Tarantiniano (Taranto), Tirreniano (mar Tirreno), Milazziano (Milazzo), Siciliano (Sicilia), Emiliano (Emilia),
Elephas falconeri

#### Olocene Italiano
L'inizio dell'Olocene coincide con al fine dell'ultima glaciazione, lo studio dei movimenti, soprattutto quello del ritiro delle fronti glaciali ha permesso di stabilire che da 10.000 a 5.000 anni fa i ghiacciai alpini si sono generalmente rimasti in posizioni più arretrate di quelle odierne, con minori fasi di avanzata, avvenute approssimativamente a 9000, 8200-8500, 7800, 6200-6300, 5800, 5500 anni fa. A partire da 5000 anni a oggi le fasi di avanzata delle fronti dei ghiacciai sono state più frequenti arrivando spesso a valle delle posizioni attuali delle loro attuali posizioni, la estensione massima, è stata toccata l’ultima volta nella fase finale della Piccola Età Glaciale.
I sedimenti marini olocenici un tempo erano definiti di età versiliana.

## Vulcanesimo italiano
L’Italia, dopo l'Islanda, è il paese la maggiore concentrazione di vulcani attivi in Europa, e per la sua alta concentrazione abitativa in aree vulcaniche è uno dei primi al mondo per numero di abitanti esposti a rischio vulcanico, l'elevata concentrazione antropica in queste aree si spiega con la fertilità dei terreni vulcanici che ne ha favorito lo sviluppo agricolo nel passato.
I fenomeni vulcanici sono sviluppati causa la particolare situazione geodinamica che vede l'Italia formatisi lungo margini di placche litosferiche in collisione o in estensione. Evidenze di attività vulcanica si rinvengono a partire da rocce paleozoiche fino all'epoca attuale, il vulcanismo è diffuso non solamente sotto la forma più evidente di corpi vulcanici ben riconoscibili in terraferma come tali per la loro morfologia, di cui alcuni attivi, altri quiescenti e altri ritenuti estinti, ma anche per la presenza di tipici laghi e isole di origine vulcanica, l'estesa diffusione areale di rocce di origine vulcanica effusiva, e altre attività endogene legate alla presenza di magma fuso o in via di raffreddamento nelle vicinanze della superficie quali: sorgenti termali calde, fanghi caldi, fumarole e sorgenti ricche in CO2. La moderna ricerca oceanografica ha indicato il proseguire di fenomeni vulcanici, anche estesi, in ambito sottomarino.
Di natura diversa, ma presenti in diverse aree, sono i vulcanelli di fango, non specificamente legati al vulcanesimo, ma sempre fenomeni di attività endogena.

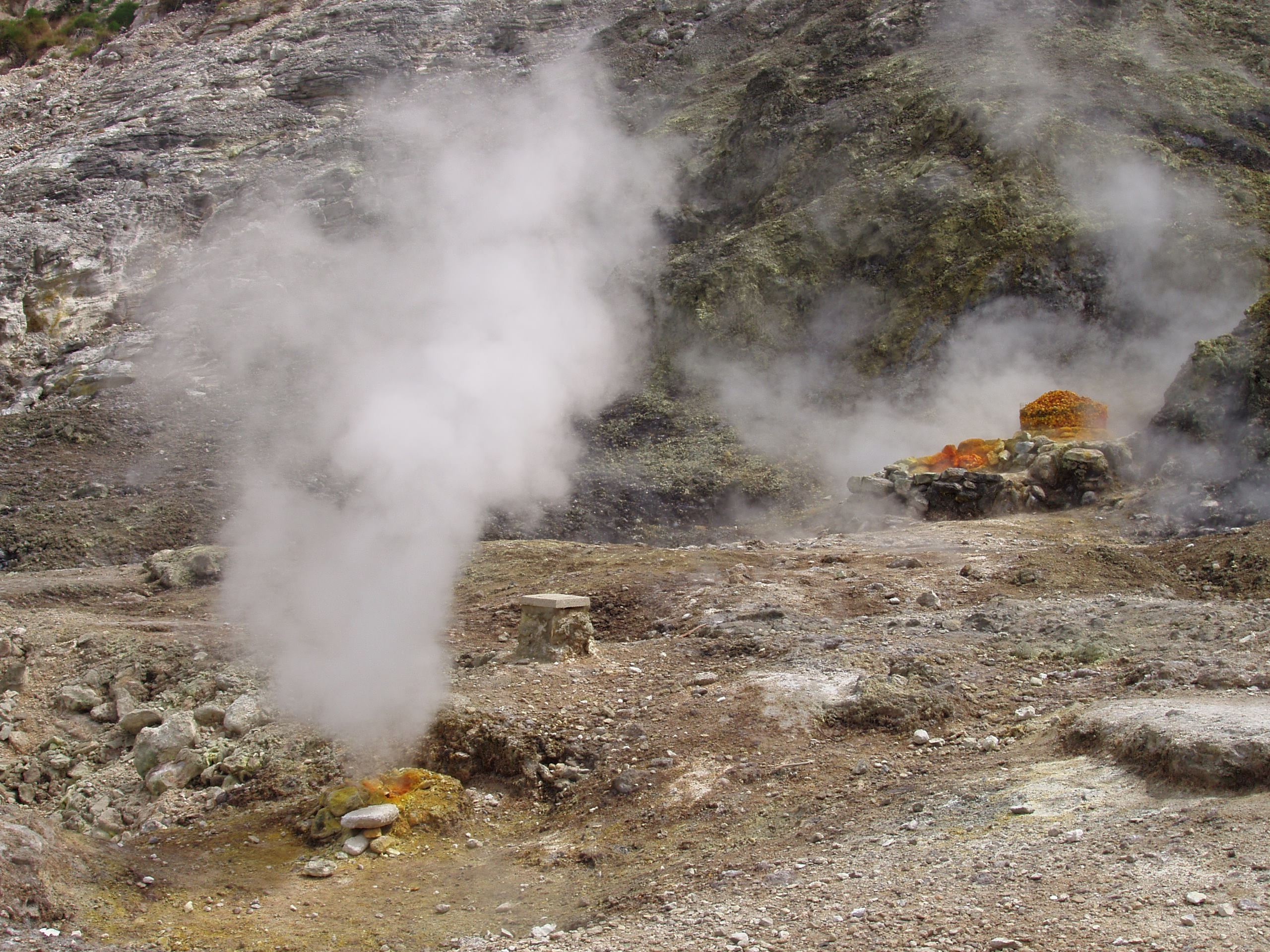
Campi Flegrei: solfatara

### Vulcanismo paleozoico
Nelle Alpi orientali è presente la vasta piattaforma porfirica atesina data da un vulcanismo acido di tipo ignimbritico, coeve ridotte simili manifestazioni si rinvengono in Valsesia e nel varesotto.

### Vulcanismo cenozoico

#### Vulcanismo Colli Euganei
Nell'Oligocene inferiore nell'area dei Colli Euganei si ebbero risalite di magma trachitico con intrusioni lungo piani di stratificazione delle rocce sedimentarie presenti nell'area generando dei laccoliti, che costituiscono alcuni degli attuali Colli Euganei Trachite euganea e in qualche evento arrivando a effusioni di lava in superficie.

### Vulcanismo neogenico
L'elevata attività vulcanica e magmatica neogenica - quaternaria, presente nelle aree appenniniche, mar Tirreno, Sicilia e Canale di Sicilia, è geologicamente suddivisibile in alcuni province vulcanologiche: a) provincia magmatica toscana, b) provincia magmatica laziale, c) distretto ultra-alkalino umbro laziale, d) provincia vulcanica campana, e) arco eolico e bacino tirrenico, f) avampaese africano-adriatico.

#### Provincia magmatica toscana

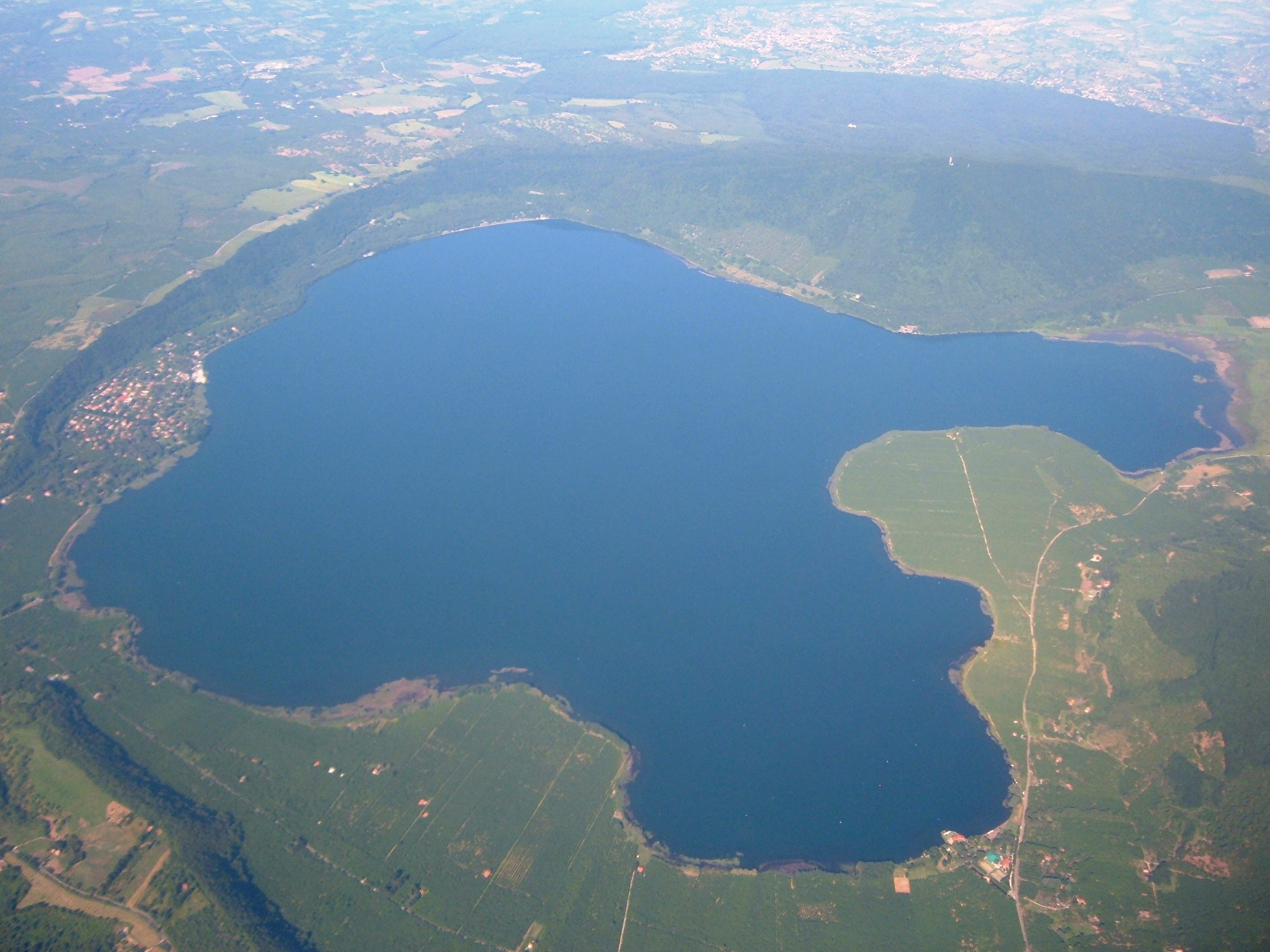
Veduta aerea della caldera del lago di Vico

I resti di questo vulcanismo ormai estinto sono dati Monte Amiata che costituisce un vulcano estinto, per quanto permanga localmente un'attività significativa geotermale, dai Monti Cimini, dalle trachiti che formano i Monti della Tolfa dalla grande caldera che ora contiene il Lago di Vico,

#### Provincia magmatica laziale
Nell'area laziale e in parte nella confinante campana sono presenti alcuni apparati vulcanici e affioramenti di rocce eruttive e tufi prodotti da un vulcanismo sviluppatosi da circa 60.000 anni fa fino a circa 10000 anni fa e ora estinto. Alcuni vulcani hanno terminato la loro attività come caldere finendo per dare origine a laghi ancor oggi presenti e con una tipica forma circolare, si riconoscono le aree vulcaniche vulsine, sabatine, di Roccamonfina. I Colli Albani formanti rilievi che si innalzano a sud-est di Roma, sono costituiti dalla caldera e dai coni interni di un vulcano quiescente.

#### Distretto ultra-alkalino umbro laziale
Caratterizzato da lave a Melilite contenenti leucite e o kalsilite rinvenibili a San Venanzo, Cupaello e Polino.

#### Provincia Vulcanica campana
Il Vesuvio, è uno stratovulcano, la cui attività risale ad almeno 300 000 anni. Il suo cono sommitale raggiunge quota 1280 m s.l.m., ed è quasi del tutto circondata dall'anello del Monte Somma (1130 m) che costituisce la porzione conservatasi del margine di una caldera creatasi circa 17000 anni fa, entro la quale si è sviluppata la più recente attività delle bocche effusive. Rimasto inattivo per qualche migliaio di anni, il Vesuvio riprese l'attività con un'eruzione di tipo pliniano nel 79 d.C., che distrusse Pompei ed Ercolano, successivamente la sua attività, prevalentemente di tipo stromboliano, è proseguita e sono storicamente ricordati più di sessanta eventi eruttivi, l'ultimo dei quali risale alla colata lavica del 1944.
Mentre il Vesuvio costituisce un unico edificio vulcanico che si innalza sulla piana campana a sud di Napoli, a nord della città si sviluppano i campi Flegrei, a est è di origine vulcanica l'isola d'Ischia e l'arcipelago delle Isole Ponziane, sede di un vulcanesimo ormai estinto.

#### Vulcanesimo dell'arco arco eolico e bacino tirrenico
Nel Tirreno, a causa della risalita dei magmi prodotti dalla fusione delle rocce della placca ionica in subduzione verso ovest, è presente una diffusa attività vulcanica. Emersi si trovano i vulcaniche che formano l'arcipelago delle Isole Eolie costituito da sette isole e qualche scoglio (come lo Strombolicchio) sempre di natura vulcanica, di queste isole Salina, Panarea, Lipari Alicudi e Filicudi sono il risultato di attività vulcanica quiescente, l'isola di Vulcano è anch'essa quiescente dal 1890, ma è caratterizzata da un'intensa attività di emissione di gas caldi a cui è associata un'area termale, viceversa lo Stromboli è vulcano attivo con una tipica attività esplosiva chiamata stromboliana, che da questo vulcano prende il nome.
Sui fondali del Tirreno sono stati individuati dei vulcani sottomarini disposti a nord e ovest rispetto alle Eolie, quali i monti Lametini, Alcione, Palinuro, Sisifo, Enarete, Eolo e il Marsili, quest'ultimo con i suoi 70 km di lunghezza e 30 km di larghezza (pari a 1650 chilometri quadrati di superficie) rappresenta uno dei vulcani più estesi d'Europa, si eleva per circa 3000 metri dalla piana tirrenica, arrivando con la sommità a circa 450 metri al di sotto della superficie del mar Tirreno e costituisce un centro di espansione del fondale del Tirreno. Più isolati, al centro del mar Tirreno si trovano altri vulcani: il Vavilov e il Magnaghi.

#### Vulcanismo dell'avampaese africano-adriatico

##### Vulcanesimo Appennino meridionale
In Basilicata si trova il Vulture, un vulcano estinto, attivo fino al Pleistocene superiore, si tratta di un edificio vulcanico isolato, la cui cima raggiunge i 1.327 m di altitudine, in posizione più esterna verso l'avampaese apulo, rispetto ai coevi complessi vulcanici tirrenici.

##### Vulcanesimo Siciliano

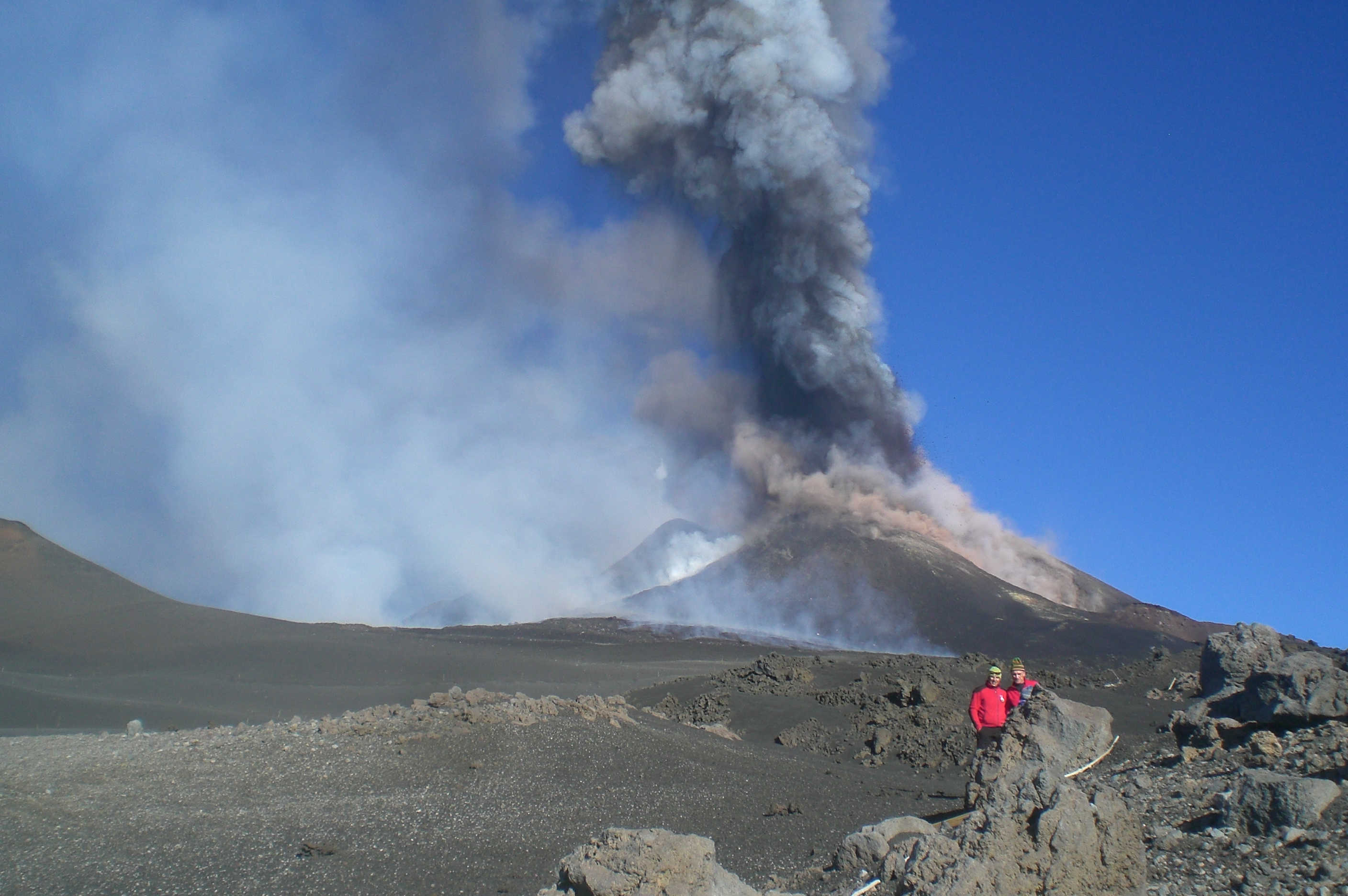
Eruzione dell'Etna dell'ottobre 2013, in primo piano i campi lavici che ne circondano la sommità

In Sicilia si trova l'Etna, il maggior vulcano attivo dell'Europa continentale (cfr. Eruzioni dell'Etna), la cui sommità raggiunge i 3300 metri, attivo da circa 35000 anni, le colate più antiche sono state datate a circa 500.000 anni fa, e il monte attuale (chiamato Mongibello) si è originato circa 200.000 anni fa. Il suo edificio risulta dall'accumulo di lave e scorie, con caratteristiche intermedie fra vulcano a scudo e strato vulcano, ed è composto dall'unione di edifici vulcanici sviluppatisi nel tempo in aree poco distanti fra loro, in parte collassati a formare caldere, in parte presenti come piccoli coni di scorie e spesse colate laviche. È caratterizzato dalla presenza di certo numero di bocche avventizie o secondarie che si aprono sui fianchi.

##### Vulcanesimo Canale di Sicilia
Nel Canale di Sicilia l'isola di Pantelleria è formata da un corpo vulcanico, e sono presenti attività vulcaniche sottomarine, di cui l'Isola Ferdinandea costituisce il fenomeno più noto e studiato, assieme ai vicini vulcani sommersi di Nerita, Empedocle, Terribile (Vulcano) e Senzanome.

### Vulcanelli di fango

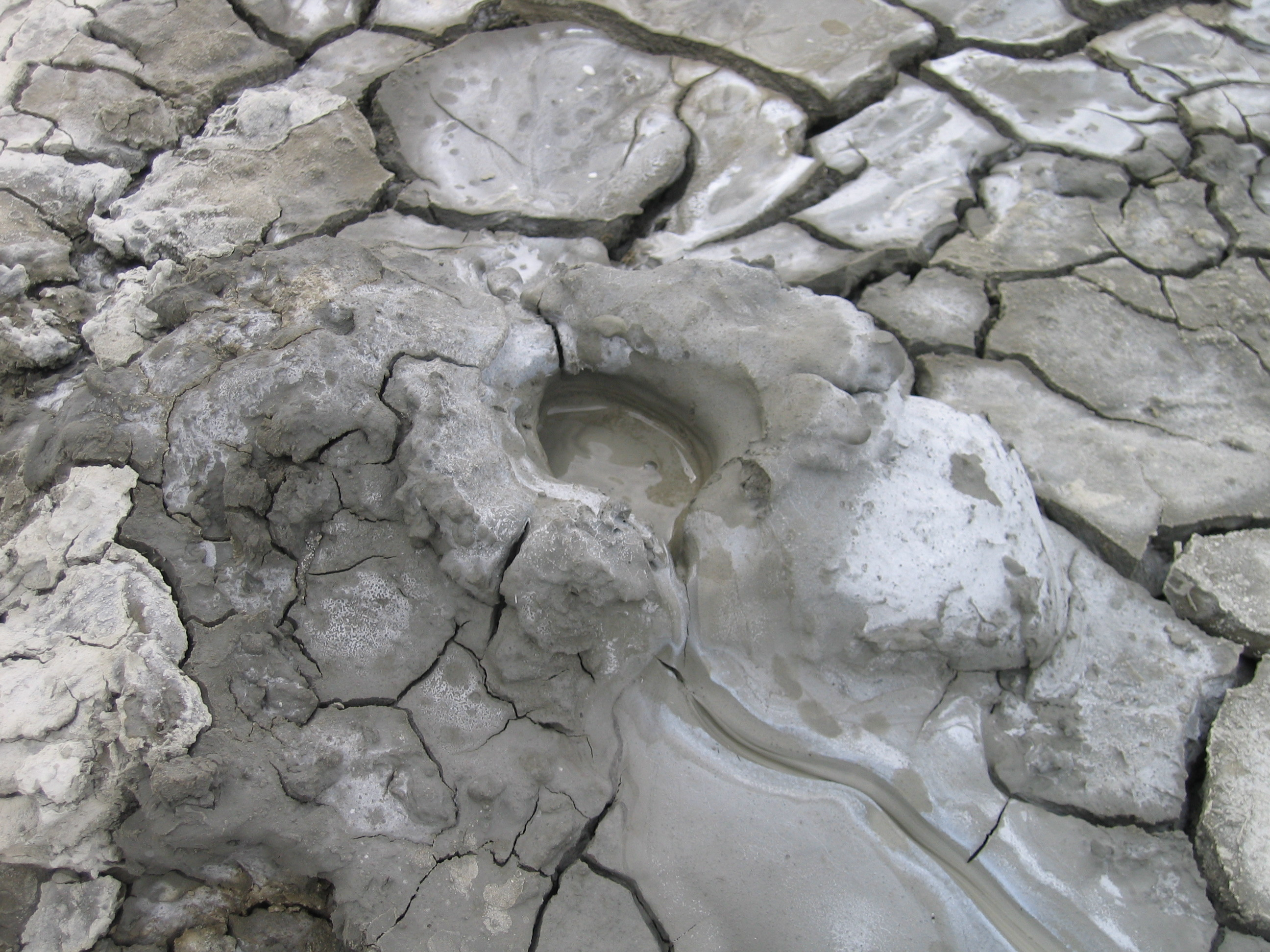
Dettaglio di un vulcanello delle Macalube di Aragona

Lungo la penisola si trovano aree ove sono presenti piccoli vulcanelli di fango. Famose nell'appenino settentrionale sono le manifestazioni delle Salse di Nirano presso Modena interessanti sedimenti messiniani e pliopleistocenici, e le Maccalube siciliane che si trovano nell'aragonese, nell'area di Caltanissetta e nel catanese dove sono note come salinelle.
Altri vulcanelli si trovano nell'Appennino emiliano a Lesignano de' Bagni (ove sono chiamati barboj dal borbottio delle bolle) e nel comune reggiano di Viano (presso Regnano e Casola di Querciola), nelle Marche a Montegiorgio (noti col nome di Sdrao), Falerone, Montappone, Monteleone di Fermo, Rotella e Offida In Abruzzo sono noti e studiati vulcanelli di fango nell'area tra Pineto, Atri, Cellino Attanasio e Torano Nuovo connessi a sedimenti plio-pleistocenici, ma i vulcanelli sono diffusi lungo tutta l'area periadriatica abruzzese e marchigiana; diapiri di fango sono stati individuati tramite rilevamento sismico al centro del mar Adriatico. Nella valle del Miscano (Appennino campano) sono conosciuti come le bolle della Malvizza (in agro di Montecalvo Irpino), mentre altri vulcanelli sono stati individuati a ovest di Matera in Basilicata sul bordo orientale della fossa Bradanica. Campagne di ricerca oceanografica hanno individuato due duomi vulcanici di fango sul fondale del mar Ionio a circa 1500 metri di profondità, a cui sarebbero associati idrati di metano.

## Georisorse
L'area economica italiana delle materie prime non energetiche (principalmente materiali da costruzione e minerali solidi) ha fatturato circa 4 miliardi di euro nel 2012 con un indotto di circa 40 miliardi di euro.

### Risorse minerarie

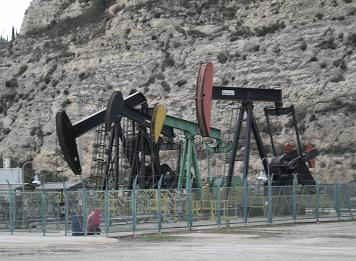
Ragusano:pompe di estrazione petrolifera a testa pozzo

Minerariamente sono presenti numerosi giacimenti minerari di varia tipologia, e fino a qualche decennio fa si aveva una produzione interessante di mercurio, antimonio, piombo, zinco, argento, ferro, manganese e di minerali per usi industriali quali pirite, fluorite, amianto, e bauxite. Oggi tuttavia i giacimenti sfruttabili economicamente sono pochi, l'attività mineraria rimasta è concentrata sui sali evaporitici, le marne cementizie, le argille (principalmente bentonite e montmorillonite) e feldspati per l'industria ceramica e refrattari.
Sempre attiva l'attività estrattiva, tipica per l'Italia, delle sue famose e numerose cave di marmo e altre rocce per l'edilizia, l'estrazione di pomice, ossidiana, pozzolana e talco; nel Sulcis l'attuale ricerca di fonti di energia alternative al petrolio ha favorito la ripresa della produzione di lignite.

### Idrocarburi
I numerosi, affioramenti naturali di bitume, petrolio, metano presenti lungo la penisola e la Sicilia, noti da tempi dall'antichità indicano che in parte del sottosuolo italiano sono presenti le condizioni geologiche necessarie per la genesi e l'accumulo degli idrocarburi. Questa presenza ha fatto sì che la ricerca e produzione di idrocarburi iniziasse in Italia appena pochi anni dopo la perforazione del primo pozzo petrolifero moderno avvenuta negli USA, sviluppandosi infine nel secolo XX con una vasta attività di ricerca e esplorativa e produzione di idrocarburi naturali sia a terra sia a mare, che prosegue nel secolo XXI.
L'Italia detiene le maggiori riserve di idrocarburi dell'Europa meridionale, i cui giacimenti sono prevalentemente distribuiti secondo tre sistemi tettonico stratigrafici e geochimici: a) metano di origine biogenica presente prevalentemente nelle serie terrigene plio-pleistoceniche (giacimenti in Val Padana, costa e mar Adriatico, Valle del Bradano; b) gas termogenico prevalentemente in giacimenti entro i sedimenti terrigeni di avanfossa di età Oligo-miocenica (Cortemaggiore, offshore ionico calabrese, area di Bronte e Gagliano in Sicilia), c) petrolio contenuto entro le serie carbonatiche mesozoiche (giacimenti profondi in Pianura Padana, Val d'Agri, area ragusana, Gela e offshore siciliano; di età mesozoica sono anche le principali rocce madri). La produzione annua di petrolio si aggira sui 43,2 milioni di barili ed è stimato che circa 800 milioni di barili di petrolio si trovino in giacimenti ancora da scoprire.

### Carboni fossili

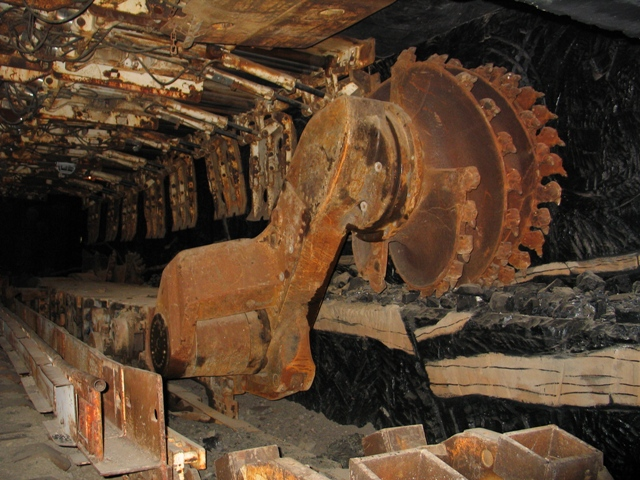
Tagliatrice della miniera di lignite di Serbariu (Sulcis)

Non ci sono giacimenti importanti di carbone. È ancora parzialmente in produzione il bacino carbonifero del Sulcis nella parte sud-occidentale della Sardegna, tra i territori dei comuni di Carbonia, Gonnesa e Portoscuso. Un piccolo giacimento di antracite, risalente al carbonifero, era sfruttato nei secoli XIX e XX (fino al 1966) a La Thuile in valle d'Aosta, mentre una miniera di lignite rimase attiva in Toscana a Ribolla per circa un secolo, prima di essere chiusa causa un grave incidente nel 1954. In Umbria, nei dintorni di Pietrafitta erano attive miniere per l'estrazione di lignite da sedimenti pleistocenici lacustri. Durante il periodo autarchico e seconda guerra mondiale venne tentato lo sfruttamento di piccoli giacimenti del carbonifero di Manno presenti in val Sanagra e proseguito lo sfruttamento di quello di lignite a Leffe in Lombardia. Durante l'autarchia una miniera di carbone era coltivata ad Arsia nell'Istria.

### Distretti minerari Italiani
La storia mineraria italiana ha origini antiche, basti pensare all'estrazione del ferro in Toscana per opera degli Etruschi.

#### Giacimenti metalliferi italiani

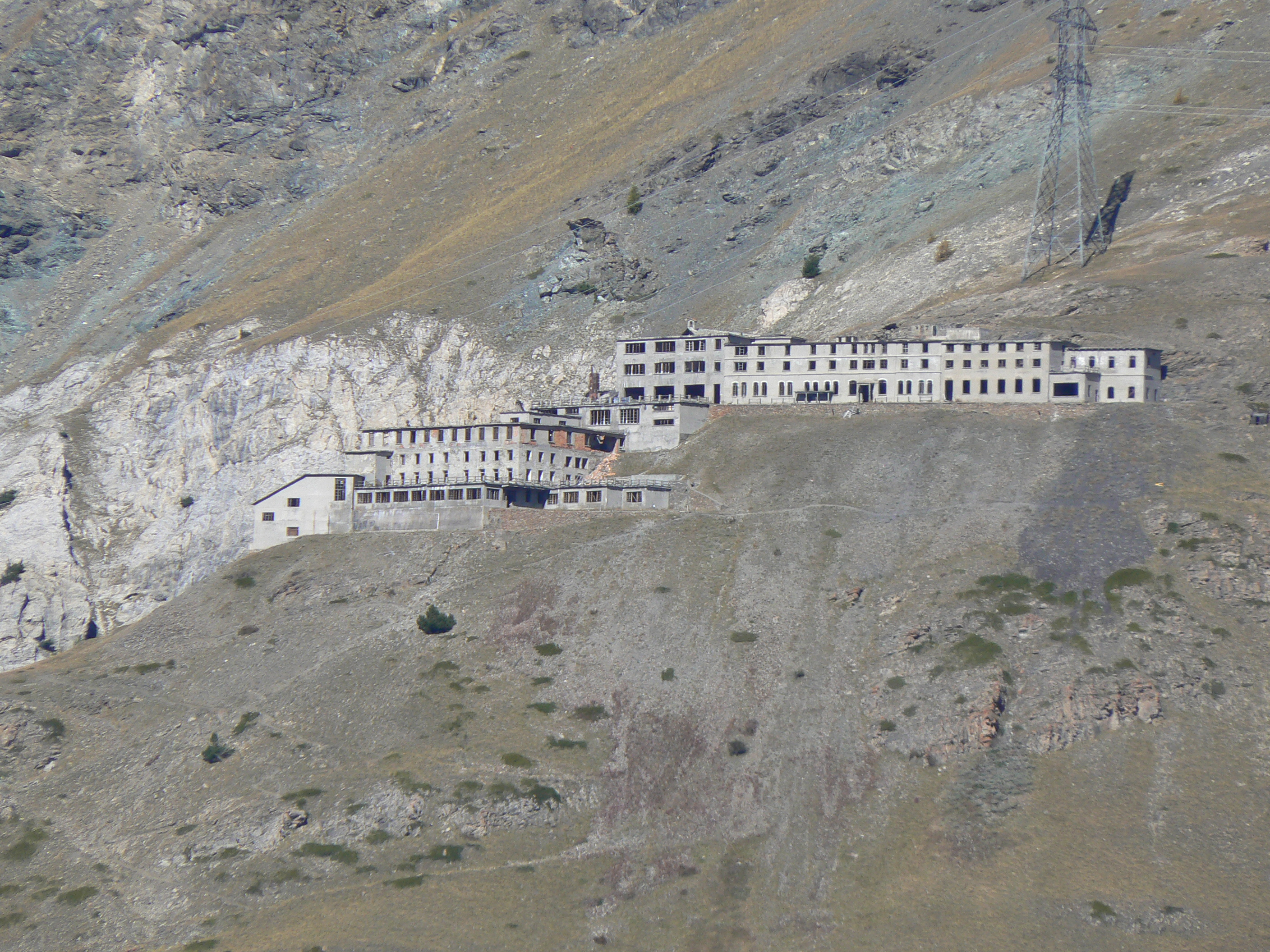
Il villaggio minerario di Colonna nei pressi dell'ingresso della miniera di magnetite di Cogne

Una delle maggiori aree con giacimenti metalliferi si trova in Toscana, testimonianze delle attività estrattive esauritesi alla fine del secolo XX si trovano in numerosi siti trasformati a siti di archeologia industriale, come il Parco tecnologico e archeologico delle Colline Metallifere grossetane. Nel monte Amiata sono presenti discreti giacimenti di cinabro, che veniva estratto per ricavare il mercurio. In Sardegna il fluoro viene estratto dalle miniere Silius, ed era anche ricavato dalle miniere di fluorite a Zogno nella bergamasca.
Giacimenti di ferro (principalmente presente nell'isola in ematite e pirite, e in minor quantità in limonite e magnetite) sono presenti nell'Isola d'Elba (ove era sfruttato fin dal tempo degli etruschi), in Sardegna (area di Nurra) e a Cogne (magnetite) in Valle d'aosta, a Dongo (siderite) nell'alto comasco, in Val Trompia (siderite) e in Val Seriana e in Val di Scalve, ove lo sfruttamento risale almeno tempo dell'Impero Romano, un piccolo giacimento di magnetite venne coltivato a Traversella (Ivrea), nelle alpi carniche nelle valli di Malborghetto e Ugovizza. Altri giacimenti di minime dimensioni sono sparsi nella penisola, e saltuariamente sono stati sfruttati, senza avere tuttavia dimensioni tali da garantirne uno sfruttamento continuativo nel tempo, anche durante il periodo di autarchia.
In Liguria a Gambatesa fu attiva fino al 2009 la maggior miniera di manganese d'Europa, il metallo veniva ricavato dall'estrazione della braunite.

#### Giacimenti non metalliferi italiani
A Darzo a partire dalla fine del secolo XIX agli anni '70 furono attive miniere di barite
A Balangero in Piemonte era attiva la maggior miniera di Amianto in Europa.

#### Evaporiti e solfati in Italia

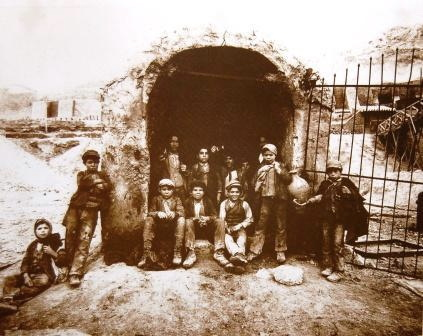
Sicilia 1899: Carusi all’imbocco di un pozzo di una zolfara

La crisi di salinità messiniana ha favorito la deposizione di potenti serie evaporitiche, che hanno permesso lo sviluppo di ben specifiche attività minerarie: come lo Zolfo di Sicilia, in cui lo solfo deriva dalla trasformazione diagenetica di gesso evaporitico, l'estrazione della salgemma di Saline di Volterra usata anche per produrre il bicarbonato di sodio.
Dai particolari depositi evaporitici messiniani, in cui si formarono depositi di carnallite, kainite e silvite si estraggono i sali potassici nelle miniere di Realmonte e di Pasquasia.

#### Giacimenti di minerali radioattivi italiani
Piccoli giacimenti di pechblenda sono presenti in val Vedello e a Novazza nelle Orobie lombarde. Quest'ultimo venne investigato per un possibile sfruttamento minerario, da parte dell'Eni, attività mai posta in atto.

### Geotermia in Italia

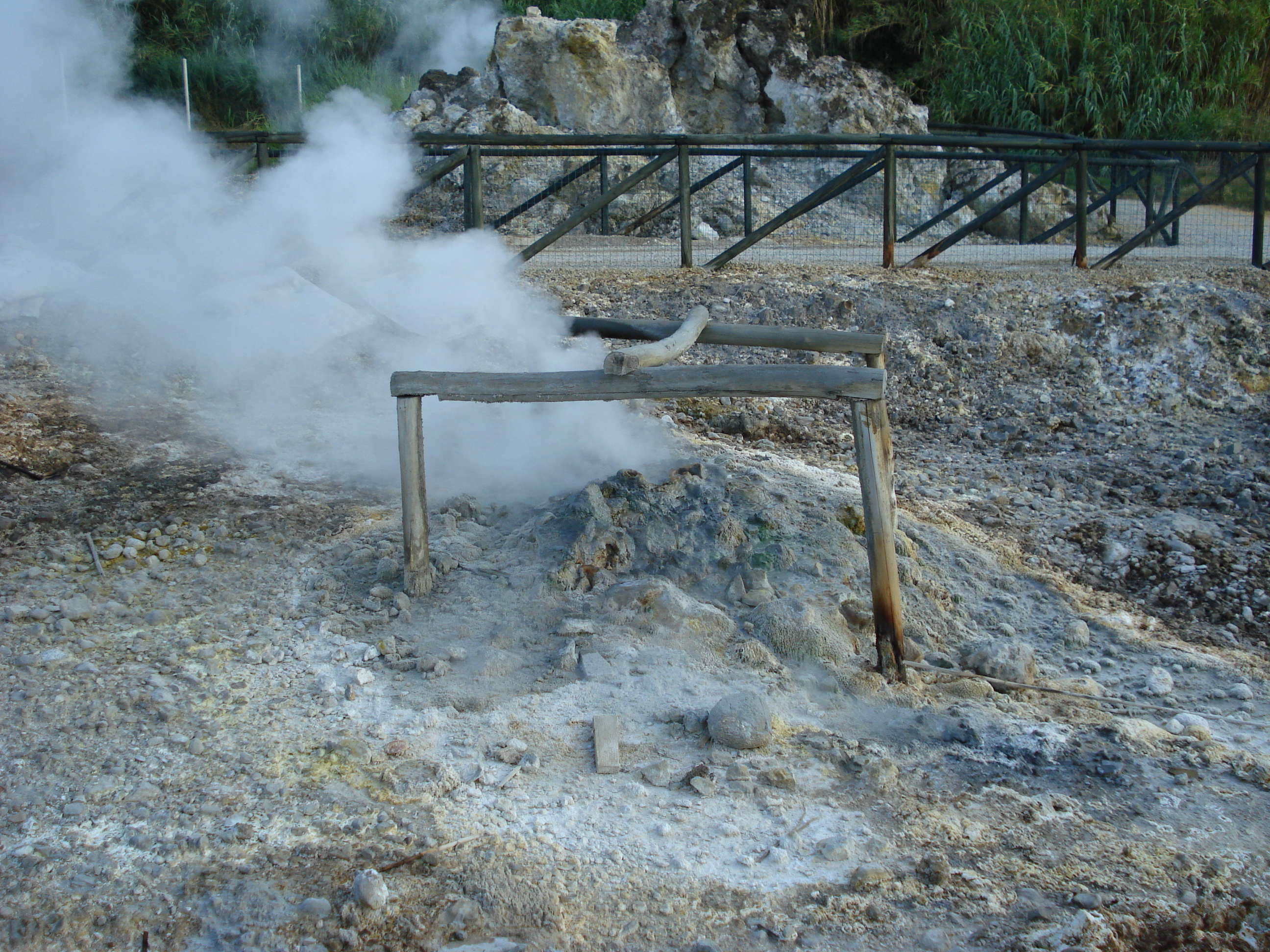
Manifestazione geotermica a Sasso Pisano

L'Italia fu il primo e unico paese fino agli anni 1950, a sfruttare industrialmente l'energia geotermica nella zona di Larderello, e in seguito anche nell'area del Monte Amiata, per produrre energia elettrica.
A causa dell'elevato gradiente geotermico, che caratterizza parte della penisola, diverse altre province potenzialmente sarebbero sfruttabili, ricerche svolte negli anni 60-70 hanno individuato potenziali campi geotermici nel Lazio, in Toscana e nell'area dei Campi Flegrei, inoltre gran parte delle isole vulcaniche sono potenzialmente sfruttabili.
Pozzi per sfruttare l'energia geotermica a bassa entalpia, per riscaldamento di edifica sono stati perforati in Friuli, nell'area di Grado.
Nell'arco alpino sono presenti diverse sorgenti ad acqua calda, in alcuni casi utilizzate per bagni termali.

### Materiali per costruzione
Lungo tutta la penisola sono presenti numerose cave e miniere per l'estrazione di rocce per l'edilizia di tipologia varia.
Si va dai tufi ai travertini, alla marna cementizia, ai graniti alpini, come il granito di San Fedelino e il granito rosa di Baveno, alle rocce metamorfiche come il Serizzo.
Inoltre di notevole interesse artistico, e commerciale sono le cave di rocce ornamentali, come la tipica ardesia nera cavata e Lavagna in Liguria, il Marmo di Carrara delle Alpi Apuane, il Marmo di Candoglia, il Portoro, il marmo di Chiampo, il perlato di Sicilia, il marmo rosso di Verona, la pietra di Trani, il rosso Levanto, la pietra paesina, la pietra Simona e la Pietra d'Istria.

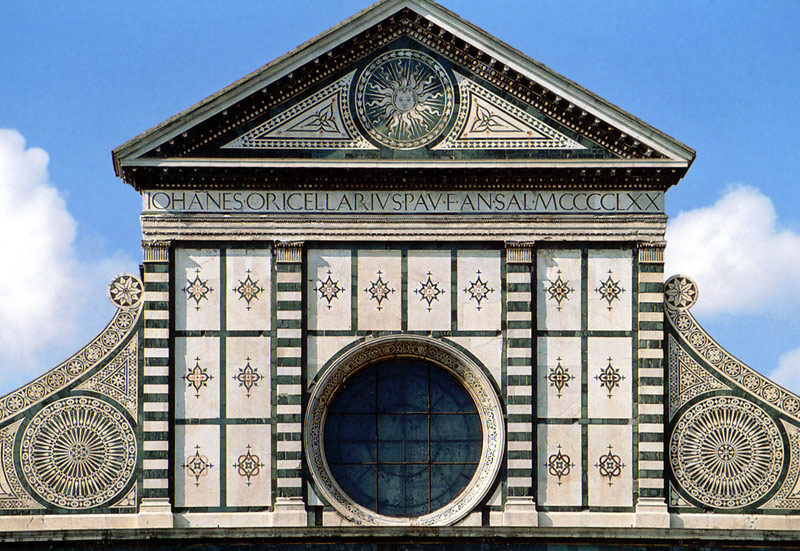
Frontone di Santa Maria Novella, esempio di utilizzo decorativo combinato di alcuni marmi italiani

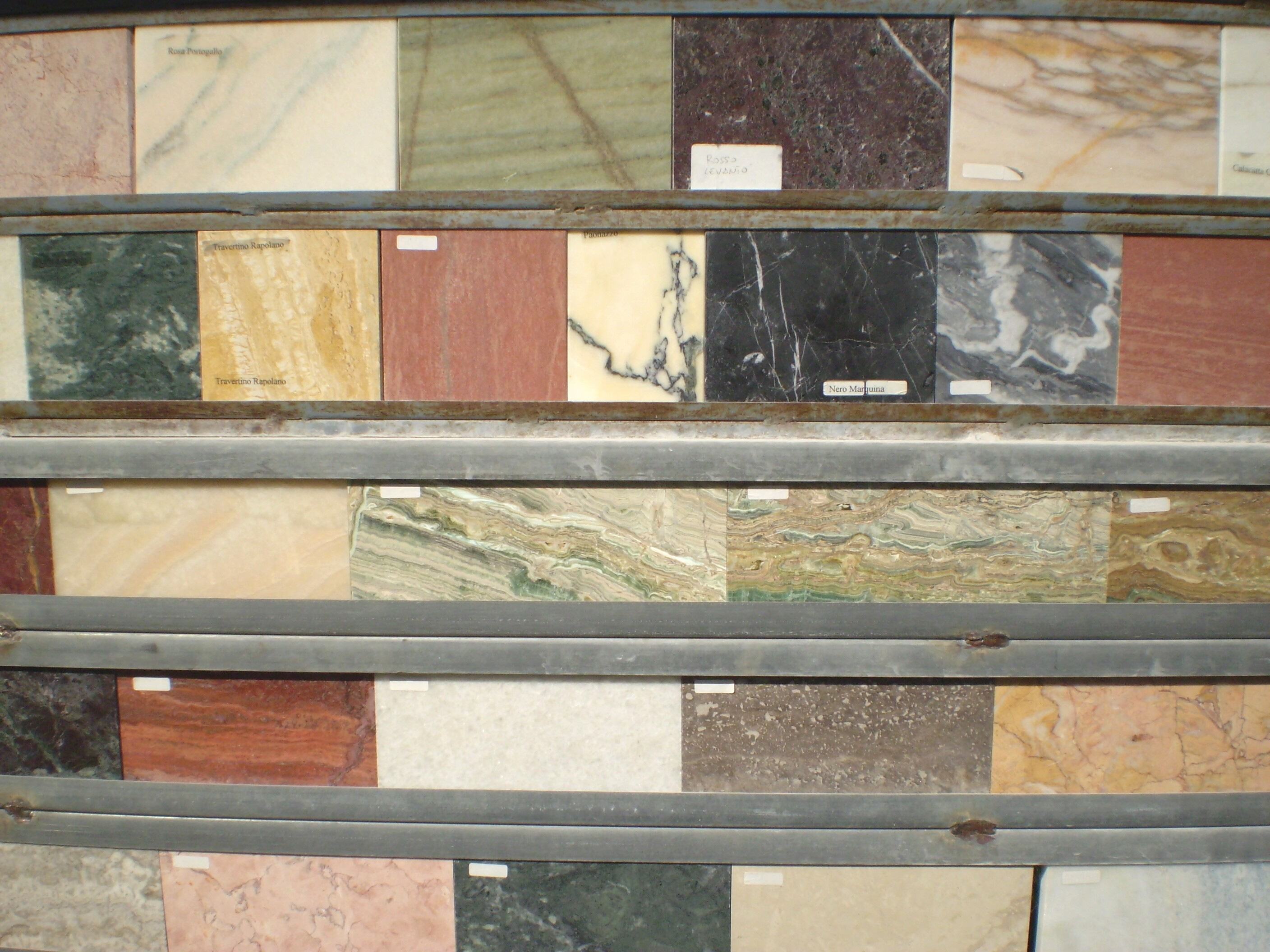
Campionario di pietre ornamentali provenienti dalla provincia di Massa e Carrara

### Materiali naturali, non metallici, per l'industria
Numerose sono le rocce sfruttabili come materiali dall'industria.
La pomice estratta soprattutto dalle isole Lipari, pregiata in quanto molto ricca in silice, pone l'Italia tra i primi produttori mondiali di questa roccia, mentre numerose affioramenti di argilla, cavati nell'Appennino hanno favorito lo sviluppo dell'industria delle porcellane e delle ceramiche.
L'Italia è anche uno dei maggiori produttori mondiali di minerali feldspatici.
A Volterra si estrae e viene lavorato un pregiato alabastro gessoso, per la produzione di oggettistica artistica

### Risorsa acqua
Mediamente l'acqua è abbondante e le riserve d'acqua italiane sono disponibili sia come acqua superficiale (laghi naturali, artificiali e fiumi), acque sotterranee e acqua immagazzinata nei ghiacciai.

#### Riserve idriche
L'area italiana è caratterizzata da una disponibilità di acque sotterranee decisamente superiore alla media di molte altre nazioni europee ed extraeuropee, che permette, utilizzando anche acquedotti lunghi più di un centinaio di chilometri, di rifornire le abitazioni con acqua non proveniente da bacini o corsi superficiali che necessitano di maggior depurazione. Questa riserva d'acqua si trova nei massicci montuosi, in molti dei quali i fenomeno carsici contribuiscono a creare serbatoi sotterranei, nelle zone pedemontane, nelle falde acquifere presenti nel sottosuolo delle piane alluvionali dei corsi d’acqua e nei terreni di molte aree costiere. Tuttavia quest'ultime tipologie di riserve sono facilmente inquinabili, essendo quasi sempre in diretto contatto con la superficie del terreno e quindi con gli eventuali inquinanti dispersi da azioni antropiche.

Un altro rischio per la qualità delle acque di falde di aree costiere è il richiamo di acque salmastre/marine, e quindi loro intrusione entro il corpo delle acque dolci, se si verifica un eccesso di emungimento di acque dal sottosuolo nelle aree ad alta antropizzazione, come lo sono ormai molte aree costiere italiane.

#### Sorgenti termali italiane
L'esistenza di fenomeni endogeni attivi e la varietà geologica ha favorito la presenza di stazioni e sorgenti con acque minerali e termo-minerali distribuite sul territorio, quasi tutte dovute all'arricchimento in sali minerali di acque piovane, infiltratesi nel sottosuolo durante la loro risalita in superficie, utilizzate a scopi curativi in loco o imbottigliate. Tra queste, le più importanti sono Acqui Terme, Lurisia, San Pellegrino Terme, Levico Terme, Abano Terme, Salsomaggiore Terme e Tabiano Terme, Porretta Terme, Riolo Terme, Montecatini Terme, Chianciano Terme, Fiuggi, Riardo, isola d'Ischia, Pozzuoli, l'acqua della fonte Mangiatorella nel comune di Stilo e molte altre.

## Geomorfologia italiana

### Ghiacciai italiani

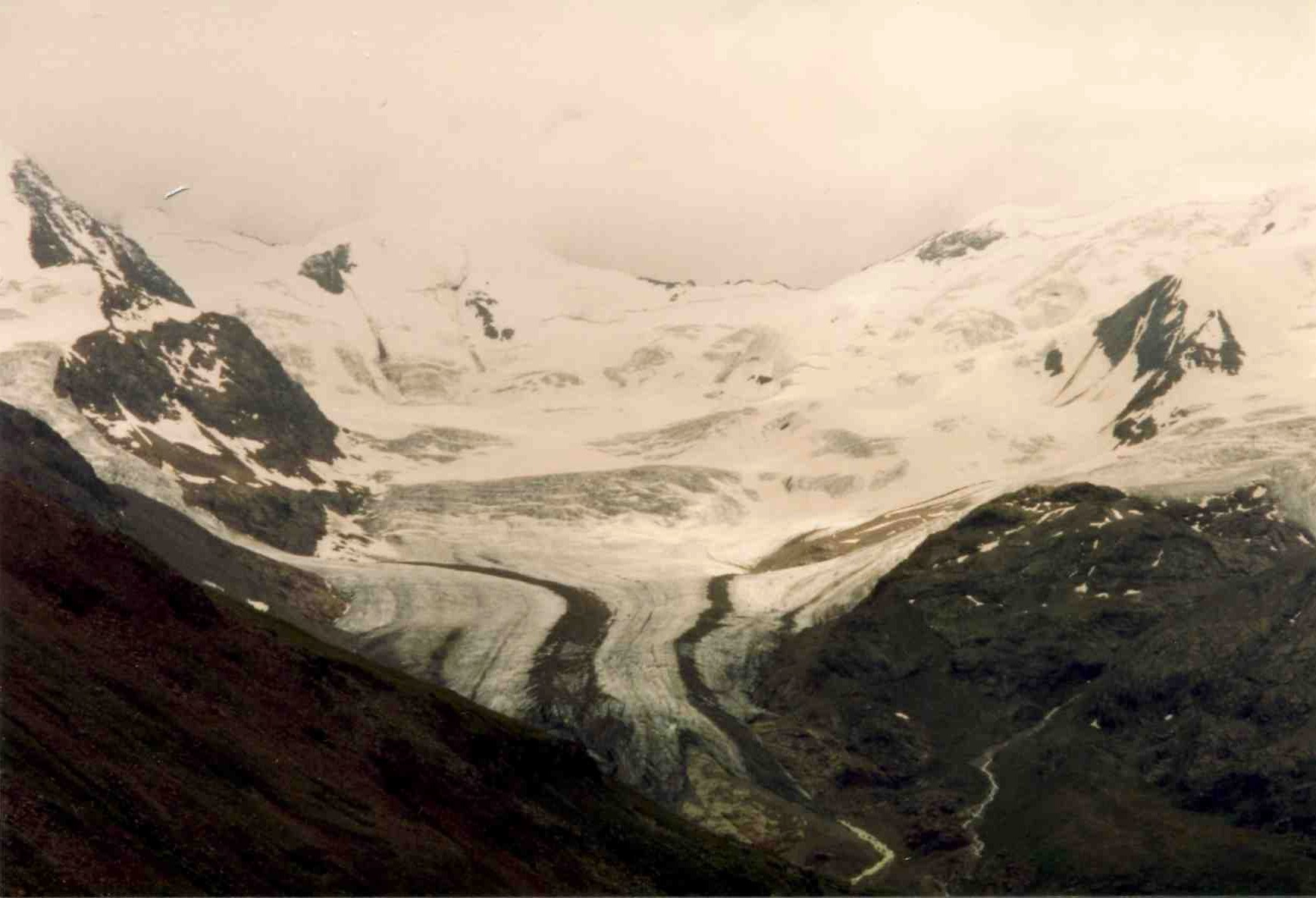
Lo stato del ghiacciaio dei Forni, il maggiore ghiacciaio vallivo italiano nel luglio 1994

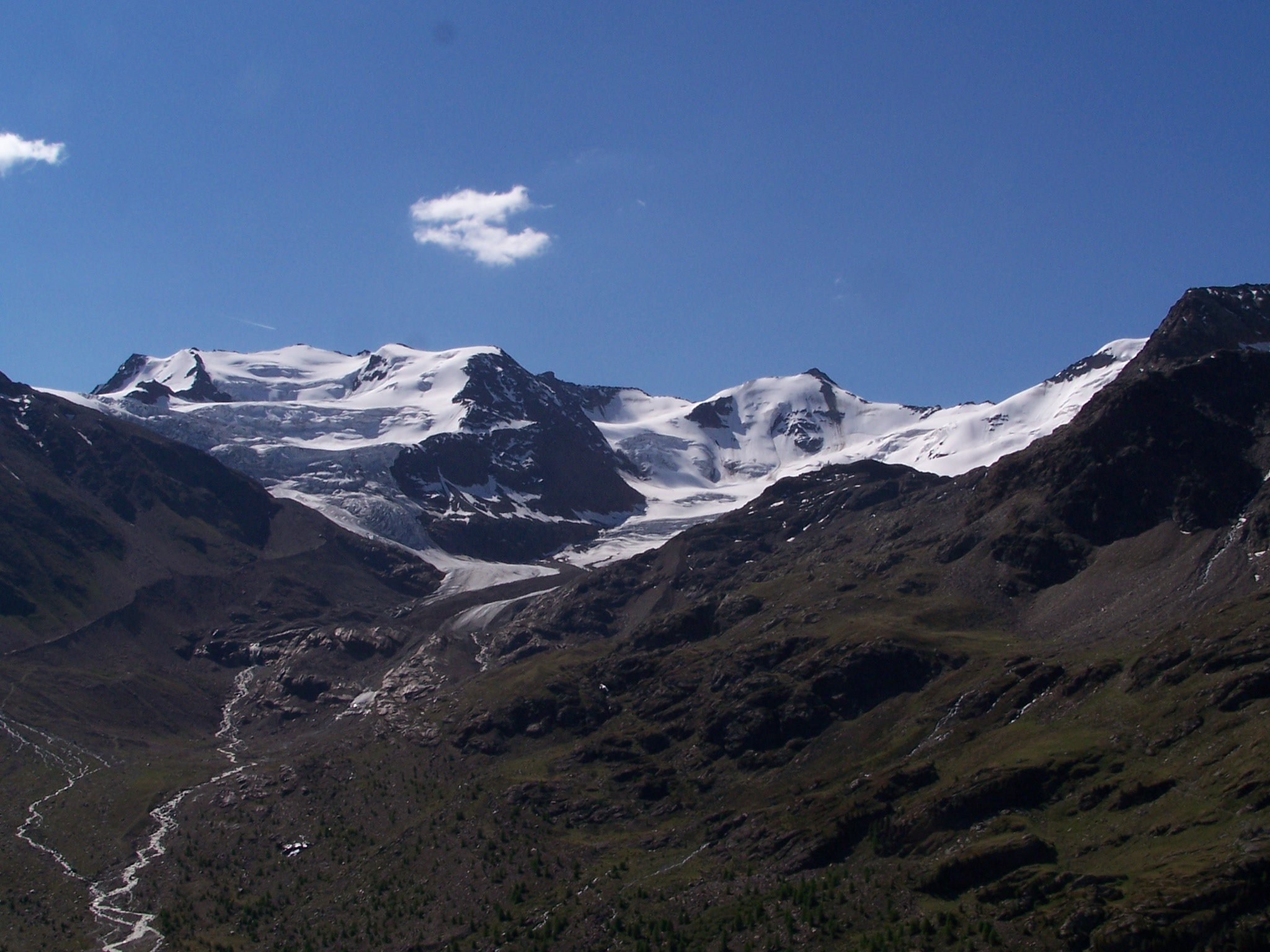
Il ghiacciaio dei Forni nel 2005

Sulle Alpi per la loro altezza, vi sono numerose vette alpine superiori a 4000 metri, contengono molti ghiacciai.
Per la maggiore altitudine delle montagne i ghiacciai alpini sono più abbondanti nelle Alpi Occidentali massiccio del Monte Bianco, nel massiccio del Monte Rosa, nel massiccio del Gran Paradiso e nelle Alpi Centrali, nelle Alpi Orientali se ne trovano, ma di minore entità.
Dopo la fine della piccola era glaciale, dal 1850 a oggi i ghiacciai delle Alpi si sono fortemente ritirati e la loro estensione è in diminuzione rispetto al catasto glaciologico di fine anni '50, il catasto aggiornato al 2015 mostra che la superficie totale dei ghiacciai si è ridotta del 30% (pari a 157 km²), passando da 527 km² agli attuali 370 km², mentre l'arretramento dei fronti glaciali, ha isolato lingue di ghiacciai che confluivano a valle, per cui paradossalmente il numero dei singoli ghiacciai catalogati è aumentato da 835 a 903, di questi solamente tre hanno una superficie superiore ai 10 km²: il Ghiacciaio dei Forni, il Ghiacciaio del Miage, e il Ghiacciaio dell'Adamello che è il maggior ghiacciaio italiano
Nel corso delle glaciazioni quaternarie i ghiacciai si formarono anche lungo la catena appenninica, di questi nel secolo XXI ne rimane il Ghiacciaio del Calderone in Abruzzo, e nella medesima area sono presenti dei piccoli nevai attorno alla Maiella.
Le glaciazioni quaternarie hanno lasciato loro tracce ben riconoscibili anche sotto forma di depositi morenici estesi in varie aree settentrionali della penisola, arrivando a costituire in tali casi dei tipici anfiteatri morenici, tra cui l'Anfiteatro morenico di Ivrea, Anfiteatro morenico di Rivoli-Avigliana e l'Anfiteatro morenico del Garda, numerosi massi erratici sparsi nei luoghi che erano ricoperti dalle coltri glaciali, le caratteristiche piramidi di terra derivanti dall'erosione di depositi morenici, rocce montonate e numerose valli alpine con il tipico profilo a U.

#### Tipiche morfologie e paesaggi connessi ai ghiacciai italiane e glaciazioni avvenute

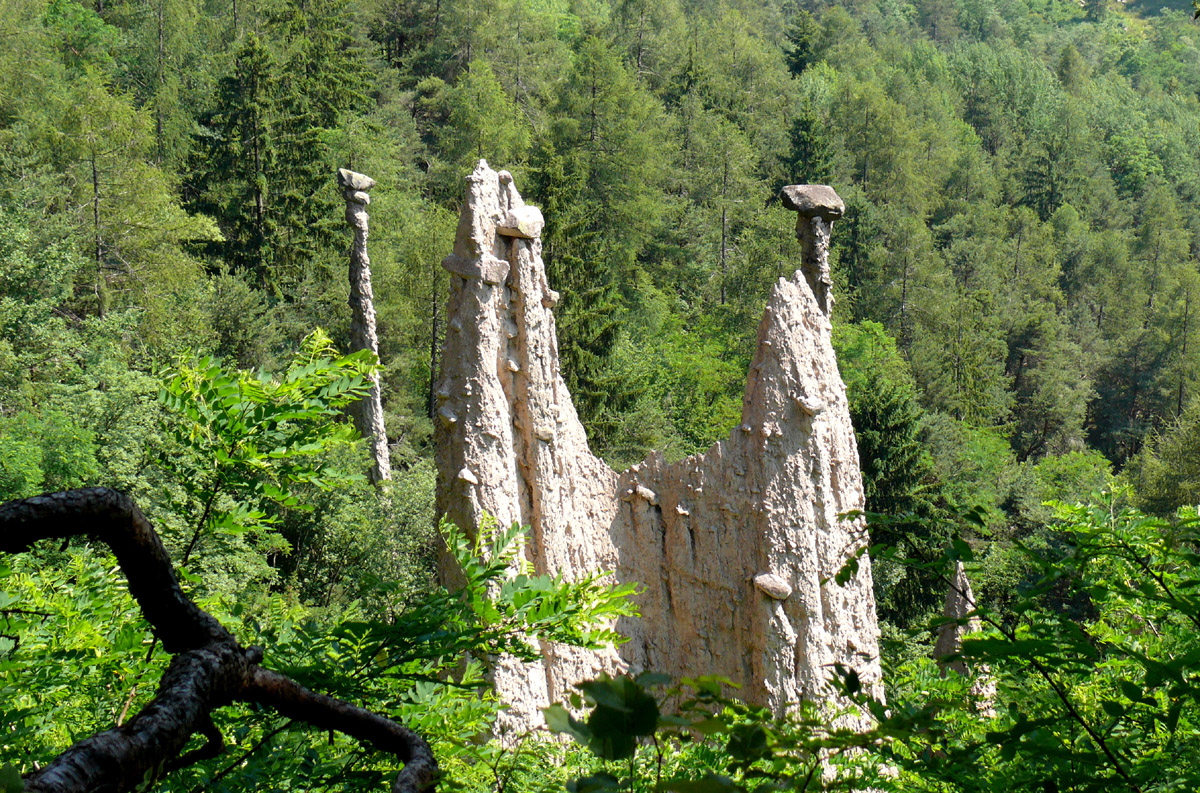
Piramidi di terra di Segonzano
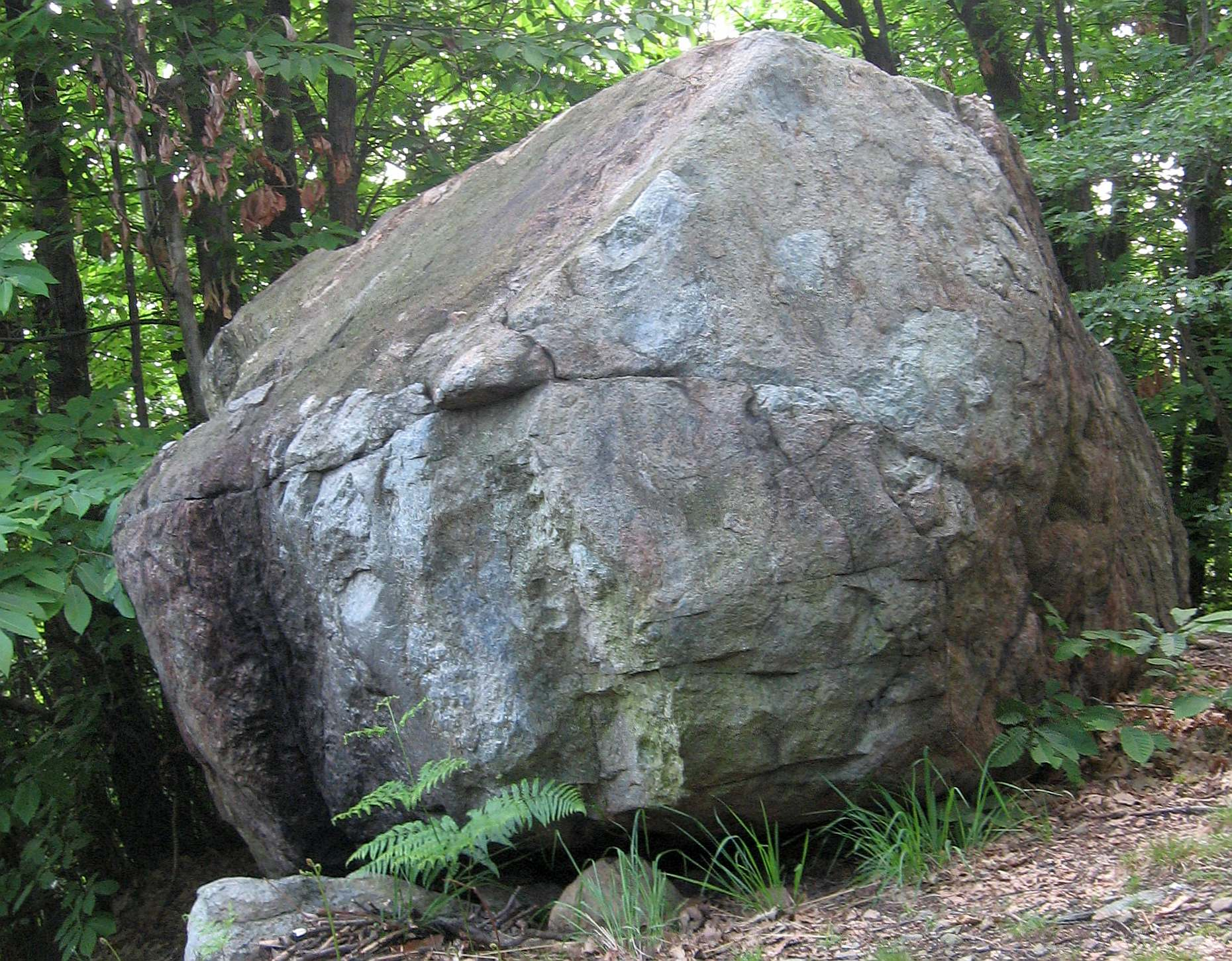
Masso erratico sulla Serra morenica di Ivrea
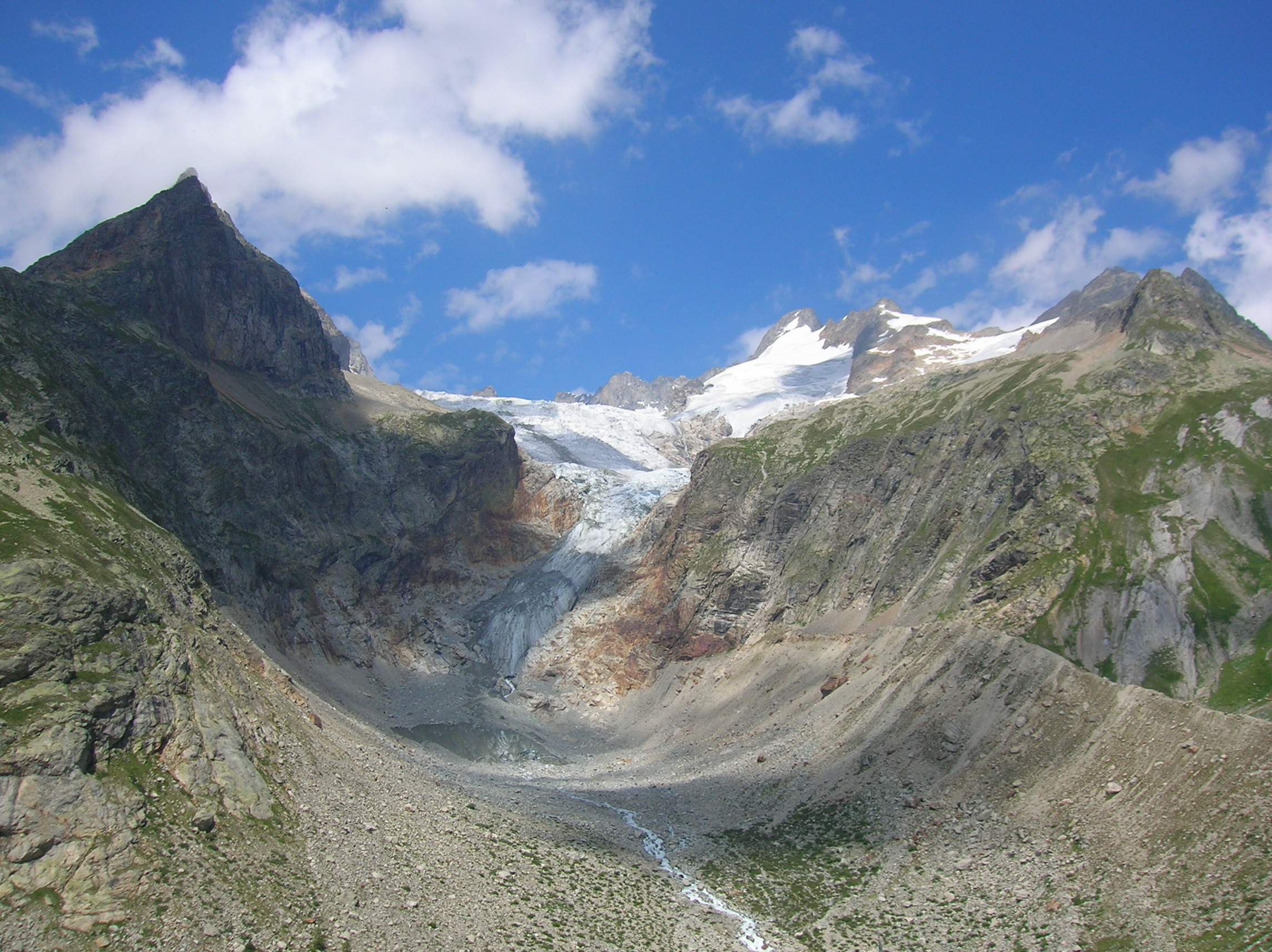
Valle del ghiacciaio di Pré (Val Ferret, Courmayeur) col tipico profilo a U
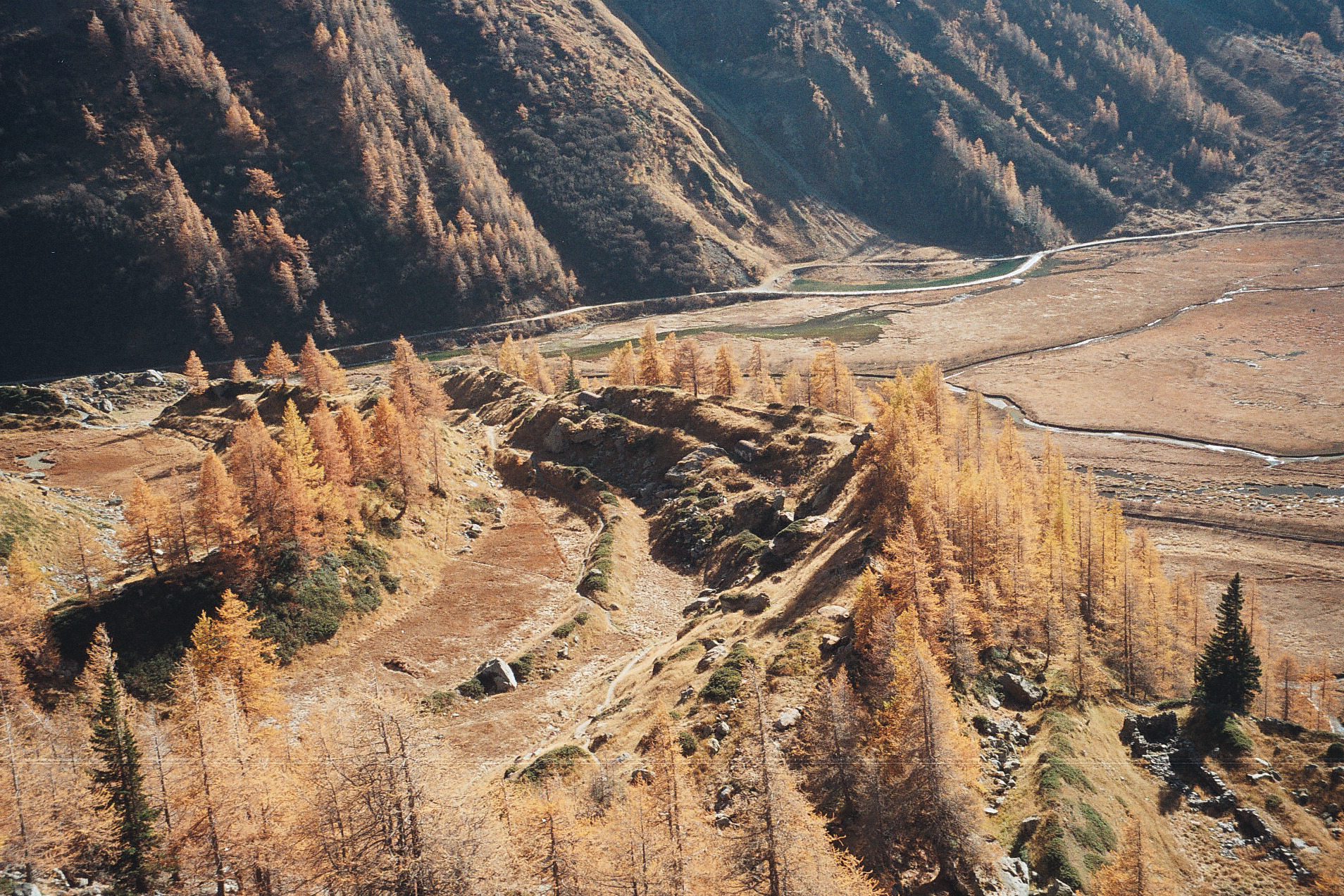
Antichi cordoni morenici frontali del Ghiacciaio del Miage

### Carsismo italiano

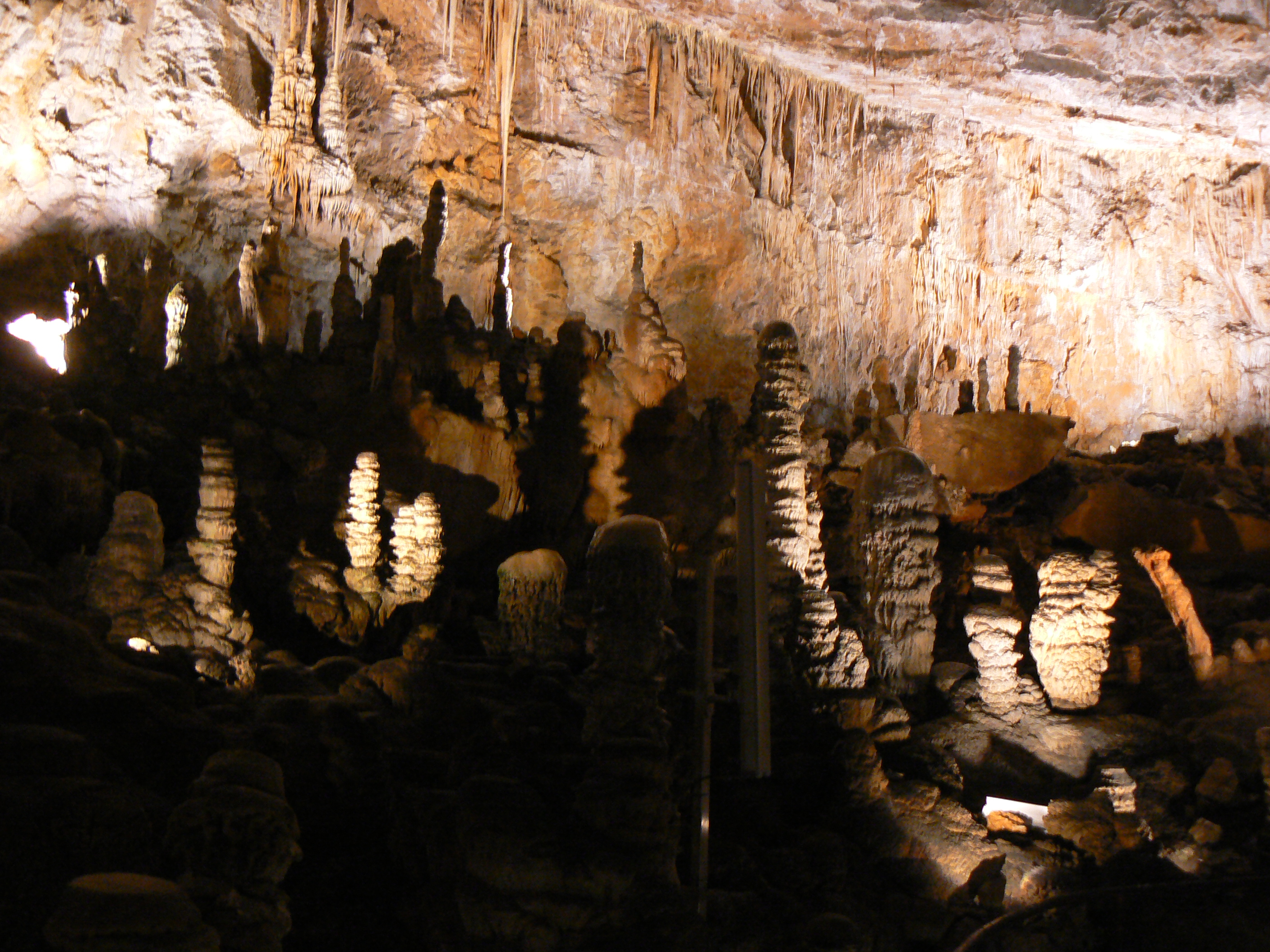
Grotta Gigante Friuli-Venezia Giulia

Il carsismo è presente e sviluppato nelle successioni carbonatiche largamente affioranti in particolare nel Sudalpino e negli Appennini, circa il 27% delle rocce affioranti italiane sono carsificabili e la somma dei catasti regionali indica che le grotte italiane sono in un numero superiore a 33000.
Il termine carsismo prende proprio origine dalle caratteristiche morfologie presenti nell'area del Carso (nome che deriva dal protoeuropeo Karren che significa roccia), nella porzione orientale del Sudalpino, sia con i fenomeni ipogei come la Grotta Gigante (Friuli), e il complesso delle Grotte di Postumia (Slovenia), e l'inconsueto sviluppo del fiume Timavo che scorre per circa 40 km sottoterra, e sia dai caratteristici paesaggi con doline, inghiottitoi e campi solcati.
Nel sudalpino lombardo si ricorda il complesso delle grotte di Gromo in val Seriana, quello del Pian del Tivano nel Triangolo Lariano con sviluppo di grotte e doline, e la presenza di grotte lungo il gruppo delle Grigne, alcune contenenti al loro interno un deposito perenne di ghiaccio naturalmente accumulatosi.
In Piemonte sono sviluppate grotte di Bossea entro i calcari della Alpi occidentali, in Liguria vi sono numerose grotte, frequentate dagli uomini primitivi come la Caverna delle Arene Candide, le grotte di Toirano e quelle dei Balzi Rossi.
Altri grandi complessi carsici si trovano nelle Alpi Apuane, favoriti dai grandi spessori delle rocce calcarei presenti, con centinaia di grotte, abissi, sifoni, inghiottitoi, le cavità più famose sono l'Antro del Corchia e la Grotta del Vento. Nelle Marche sono rinomate le Grotte di Frasassi, nel Lazio la grotta di Pastena, le Grotte di Pertosa e la grotta dell'Angelo utilizzata in passato come monastero religioso.
Nei calcari dell'avampaese apulo la grotta più nota è quella di Castellana, il territorio del Gargano presenta oltre 4000 doline, più di 600 grotte, fenomeni carsici sono presenti anche sull'Alta Murgia barese.
In Sardegna è importante la Grotta di Su Mannau a Fluminimaggiore, già utilizzata a scopi religiosi in età fenicia.
Numerose grotte marine si trovano sparse lungo le coste italiane, quando queste sono formate da falesie rocciose, la più famosa è la Grotta Azzurra in Campania, le cui sale sono in comunicazione diretta col mare.
Di notevole interesse sono anche i fenomeni carsici presenti nei gessi di età messiniana, della Formazione gessoso-solfifera, la cui dissoluzione ha generato doline e grotte, il Parco regionale dei Gessi Bolognesi e Calanchi dell'Abbadessa in Emilia-Romagna contiene i maggior esempi di questo carsismo.
Alcune grotte si sono formate entro formazioni conglomeratiche, grazie alla dissoluzione del cemento calcareo che unisce i ciottoli, la maggiore di queste è la Busa di Castel Sotterra, entro i conglomerati miocenici del Montello, che si sviluppa per circa 7 km.
Attorno all'Etna si trovano alcune grotte di origine vulcanica come la Grotta del Gelo e la Grotta delle Palombe.

### Geomorfologia delle coste

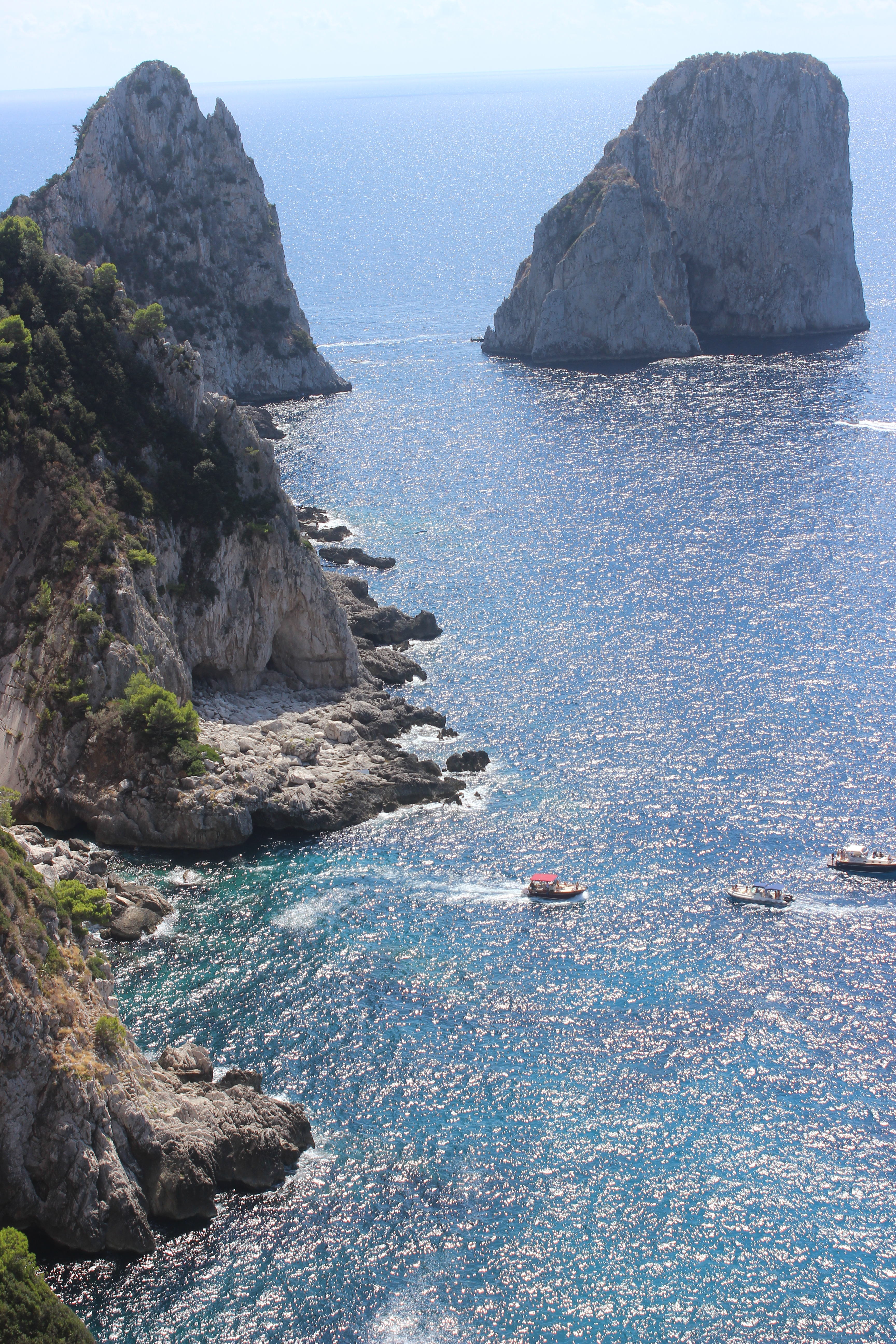
Tratto della costa rocciosa di Capri, con faraglioni

Le coste, la cui lunghezza supera i 7500 km si sono impostate a seguito dell'innalzamento del livello del mare olocenico, avvenuto con la fine dell'ultima glaciazione, morfologicamente sono presenti sia coste pianeggianti con spiaggia di sabbie e dune (oggi solamente nei pochi casi in cui l'ambiente originario sia stato preservato, come nel caso delle dune di Piscinas), che coste rocciose a falesia, con faraglioni e in alcuni casi un evidente solco di battente provocato dal moto ondoso.
Lungo alcuni tratti delle aree costiere pianeggianti si sono formati i laghi costieri Le Aree marine protette d'Italia si trovano quasi tutte lungo coste rocciose.

### Limnologia Italiana
I tre maggiori laghi d'Italia (lago Maggiore, lago di Como, lago di Garda) sono situati nell'area pedealpina in Lombardia compresa fra il confine con Piemonte e Veneto, associati ad altri laghi di minor dimensione e tutti prevalentemente orientati in direzione nord-sud: lago di Varese, lago di Lugano, lago d'Iseo lago d'Idro, studi geofisici sulla batimetria di questi laghi hanno mostrato che sono impostati lungo criptodepressioni che si ritengono formatesi per erosione fluviale accelerata causa il forte abbassamento del livello di base durante la fase continentale della crisi di salinità messiniana, in epoche successive queste depressioni hanno costituito un percorso agevolato per le grandi lingue glaciali formatisi durante gli stadi glaciali.
Laghi d'origine glaciale: in Lombardia i laghi di Monate e del Segrino, nel versante nord dell'Appennino settentrionale il Lago Nero e il Lago Bino, quest'ultimi occupano conche scavate dall'azioni di piccoli ghiacciai appenninici durante l'ultima glaciazione

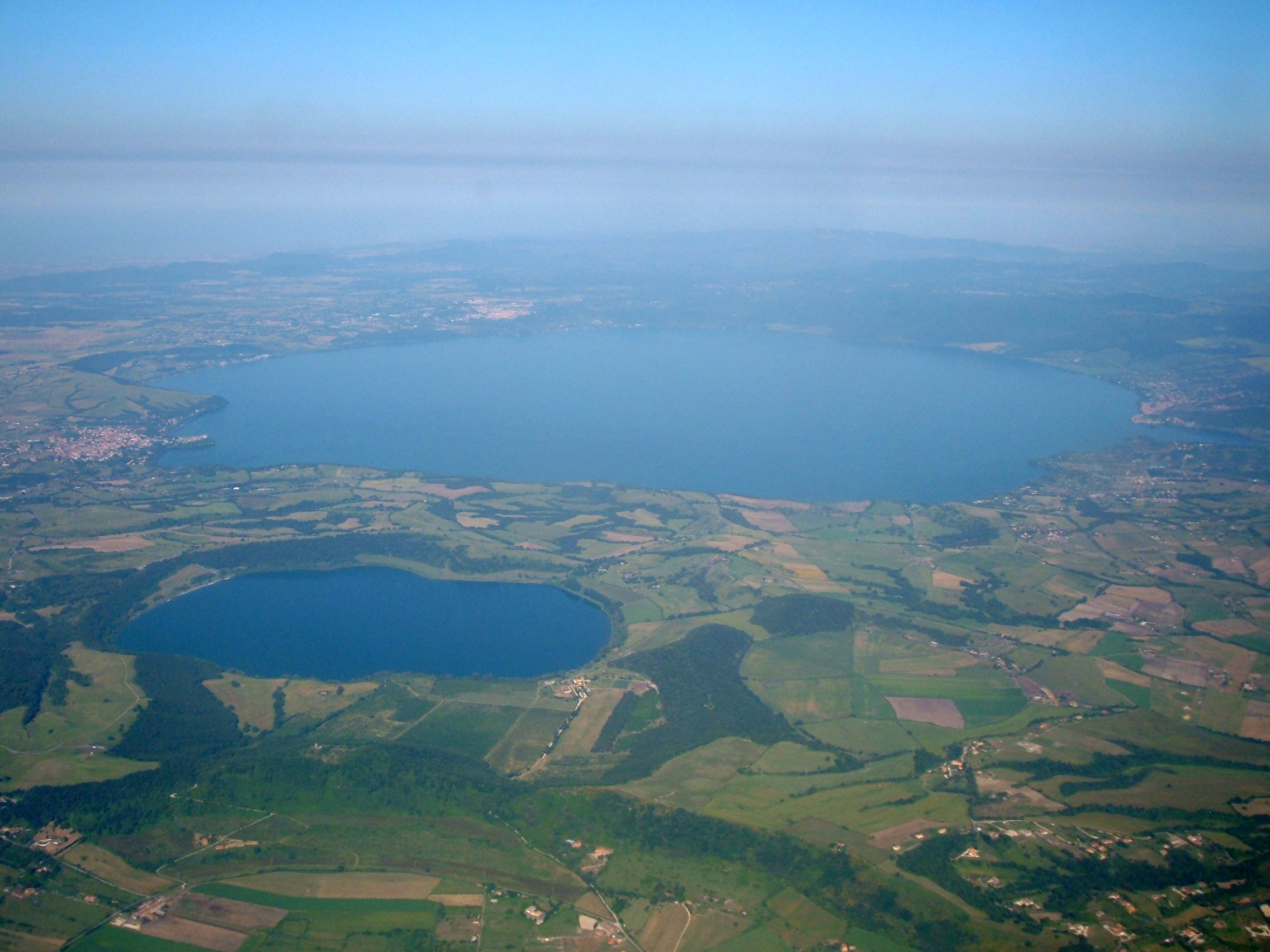
Laghi di Martignano e Bracciano, di entrambi è ben visibile il profilo subircolare

Nell'appenino centrale sono presenti numerosi laghi di origine vulcanica: lago di Bolsena, lago di Bracciano, lago di Martignano, lago di Vico, lago Albano, lago di Nemi dal profilo sub circolare, formatisi occupando caldere e crateri vulcanici non più attivi. Un altro lago di origine vulcanica è il lago Averno, nei Campi Flegrei, in Campania.
Il lago Trasimeno, il maggior lago appenninico, invece è di origine tettonica e la sua genesi è connessi all'orogenesi appenninica.
Nell'area alpina si trovano anche piccoli laghi formatisi a seguito di sbarramento di corsi d'acqua scorrenti valli, per frana: come il lago di Antrona (frana del 1642), il lago di Alleghe (frana del 1771) e il Lago di Santa Croce (paleofrana postglaciale).

### Idrografia Italiana
Data la collocazione delle sorgenti e il regime della piovosità locale, i fiumi italiani si possono dividere in:
- fiumi alpini : sono i fiumi più larghi e di maggiore portata data la disposizione e l'elevatezza del rilievo. Spesso di origine glaciale, sono soggetti a piene nella stagione primaverile ed estiva. I laghi che frequentemente occupano le parti più depresse delle valli alpine smorzare l'impeto di questi corsi d'acqua e decantano le loro acque torbide. Infatti, data la rapidità delle valli da cui i fiumi scendono, notevole è la velocità delle loro acque e sensibile la loro attività di erosione e di trasporto di detriti rocciosi. La decantazione è appunto il processo, per cui questo materiale viene abbandonato nei laghi di cui tali fiumi sono immissari.
- fiumi appenninici: Lungo la penisola, invece, data la disposizione della catena appenninica e il diverso declivio dei due versanti, i corsi d'acqua sui versanti adriatico e Mar Ionio percorrono brevi valli trasversali e, tranne il Reno, non superano mai i 200 km in lunghezza, mentre una decina appena supera i 100 km; sul versante tirrenico invece, sono mediamente più lunghi perché i contrafforti appenninici e la fascia sub-appenninica sono più ampi.

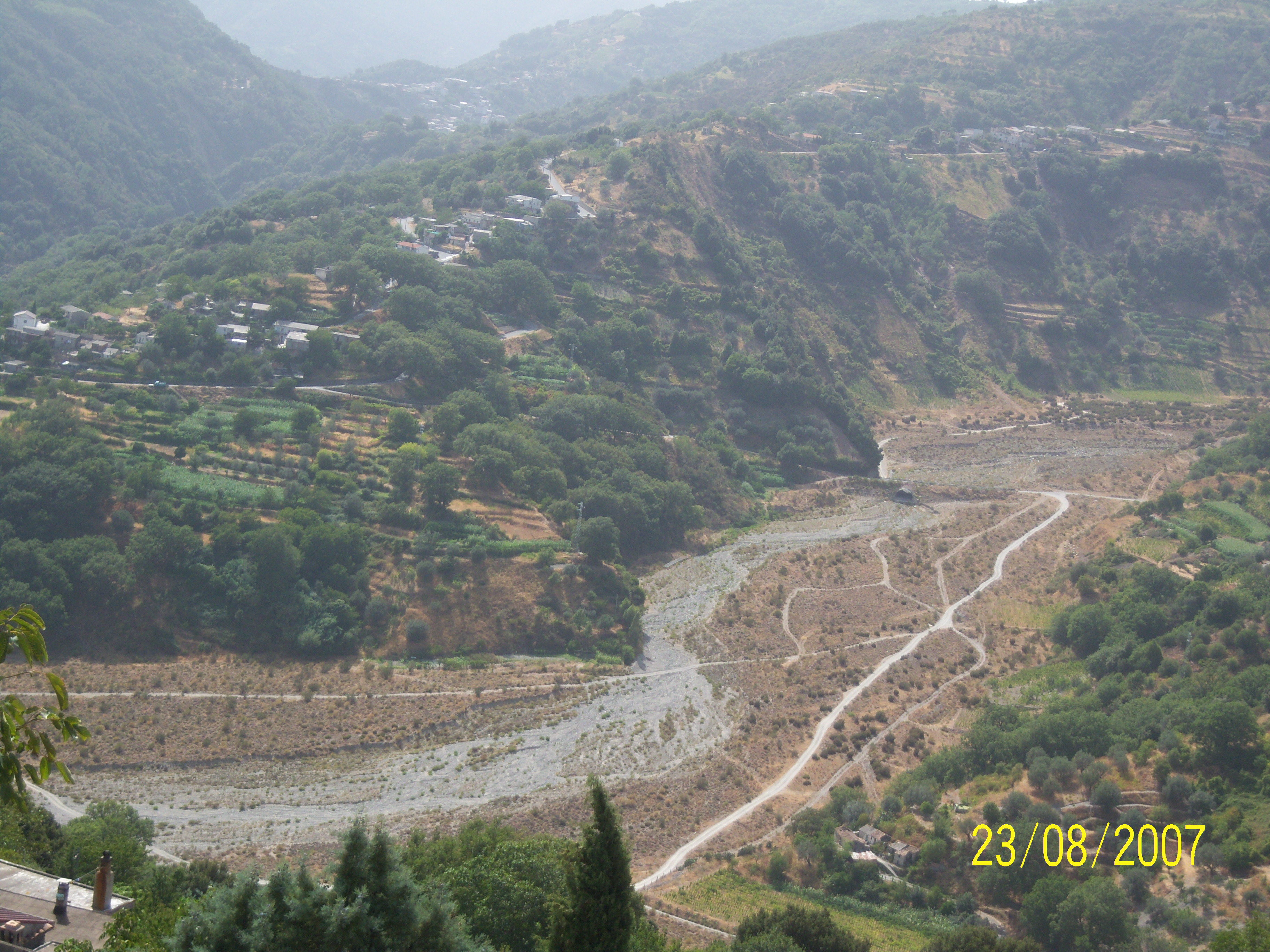
La fiumara Precariti da Pietra in Calabria

I fiumi che si versano nel Tirreno sono più lunghi anche perché per il primo tratto, seguono valli longitudinali (valli appenniniche) e corrono poi trasversali rispetto all'asse della catena, nella zona sub-appenninica.soggetti a piene improvvise primaverili e autunnali di contro a magre estive piuttosto accentuate nell'Appennino Settentrionale, quasi assolute in quello meridionale, fatta eccezione per alcuni corsi d'acqua (Aterno-Pescara, Sele, Volturno, Liri-Garigliano, per limitarsi a quelli che sfociano direttamente in mare, cui s'aggiungono Velino, Nera, Aniene tutti nel bacino del Tevere, ecc.) che sono alimentati da grosse sorgenti carsiche che scaturiscono al margine di zone caratterizzate da rocce permeabili fessurate. Mancano infatti sull'Appennino nevai e ghiacciai (l'unico ghiacciaio, seppur esiguo, è quello del Calderone, sul versante settentrionale del Corno Grande, nel massiccio del Gran Sasso, in Abruzzo); non sempre poi l'acqua piovana si raccoglie in alvei fluviali costituiti da terreno impermeabile, tale cioè da permettere una discreta media portata annua.
In Calabria sono tipiche le fiumare ossia brevi corsi, caratterizzati da un letto assai largo e ciottoloso, spesso inforrati, con sorgente non ben definita, impetuosi e copiosi di acque durante l'inverno e l'autunno a cui fa riscontro una scarsissima portata d'acqua nonché da relativo moto placido per il resto dell'anno.

## Geofisica italiana

### Sismologia italiana

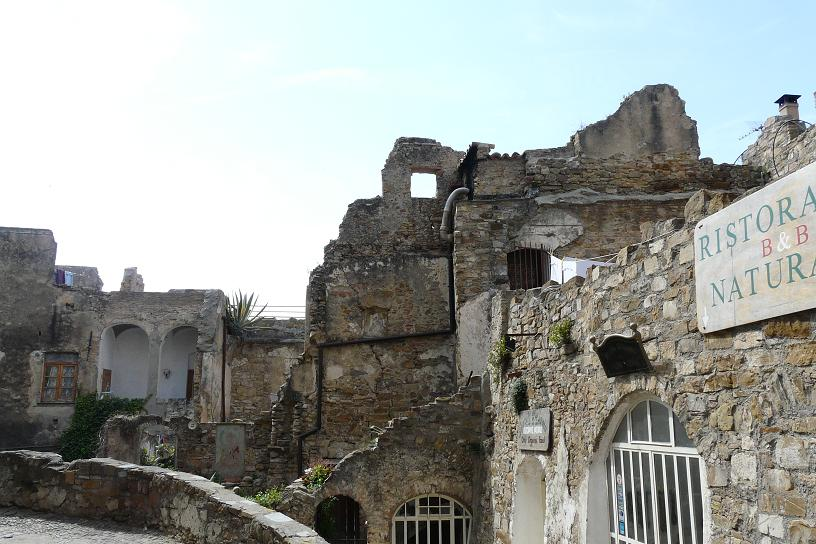
Ruderi del paese di Bussana Vecchia, distrutto nel terremoto del 1887 e non più ricostruito

Per la sua situazione geodinamica il territorio italiano, è frequentemente soggetto a terremoti, quelli italiani di maggior magnitudine hanno valori di poco superiore a 7 e avvengono in media ogni 20-25 anni, mentre eventi con magnitudo inferiore (5-6) sono abbastanza frequenti (uno ogni 3-4 anni).
La frequenza dei fenomeni sismici costituisce un primato italiano in Europa; indagini storiche effettuate su 1300 sismi distruttivi, avvenuti negli ultimi 1000 anni nel mediterraneo centrale mostrano che ben 500 hanno interessato l'Italia; analisi dei movimenti focali indica che essi sono per lo più distribuiti lungo le aree interessate dalla tettonica alpina e appenninica, ove sono causati rispettivamente da movimenti lungo faglie inverse o sovrascorrimenti e faglie dirette. Nel Tirreno meridionale, la distribuzione degli ipocentri dei terremoti, fino a una profondità di 500 chilometri permette di definire la presenza di un piano di Benioff indicante la subduzione della litosfera ionica oceanica al di sotto dell'arco calabro peloritano.

### Gravimetria
Nel 2005, per opera dell'APAT (Agenzia per la protezione dell'ambiente e per i servizi tecnici) venne pubblicata una nuova carta gravimetrica dell'Italia e dei mari circostanti.
La struttura profonda dell'area italiana trova riscontro nella mappa delle anomalie di Bouguer. La pianura padana e l'Appennino settentrionale sono caratterizzate da una vasta anomalia negativa, il cui centro grossomodo coincide con la linea di separazione fra pianura padana e Appennino, l'approfondimento della discontinuità di Mohorovičić che passa da 30 km di profondità nell'area adriatica a circa 50 km nella porzione orientale appenninica a causa dell'immersione della placca adriatica. Proseguendo verso sud est questa anomalia prosegue, con valori ridotti seguendo la costa adriatica fino alla Basilicata attraversandola continuando lunga la costa orientale calabra. il centro della Sicilia è caratterizzata da un'anomalia negativa a forma circolare... Nel complesso si tratta di una zona in cui il mantello terrestre, costituito da rocce più dense si approfondisce creando una depressione riempita superficialmente da sedimenti più leggeri.
Aree con anomalie gravitazionali positive si trovano nell'area di Ivrea Verbano, dei Colli Euganei, lungo la linea di costa ligure, la Toscana, il Lazio e lungo il litorale tirrenico dove la profondità della discontinuità di Mohorovičić è approssimativamente di 20 km. Anomalie positive si trovano anche in corrispondenza del Gargano, della penisola salentina, della Sicilia sud orientale, della Sardegna e Corsica.
La catena alpina è associata a una vasta anomalia negativa, che in questo caso è spiegabile con la condizione di equilibrio isostatico stabile di una catena montuosa con profonde radice, costituite da rocce leggere, nella litosfera.

## Rischi naturali e dissesto idrogeologico

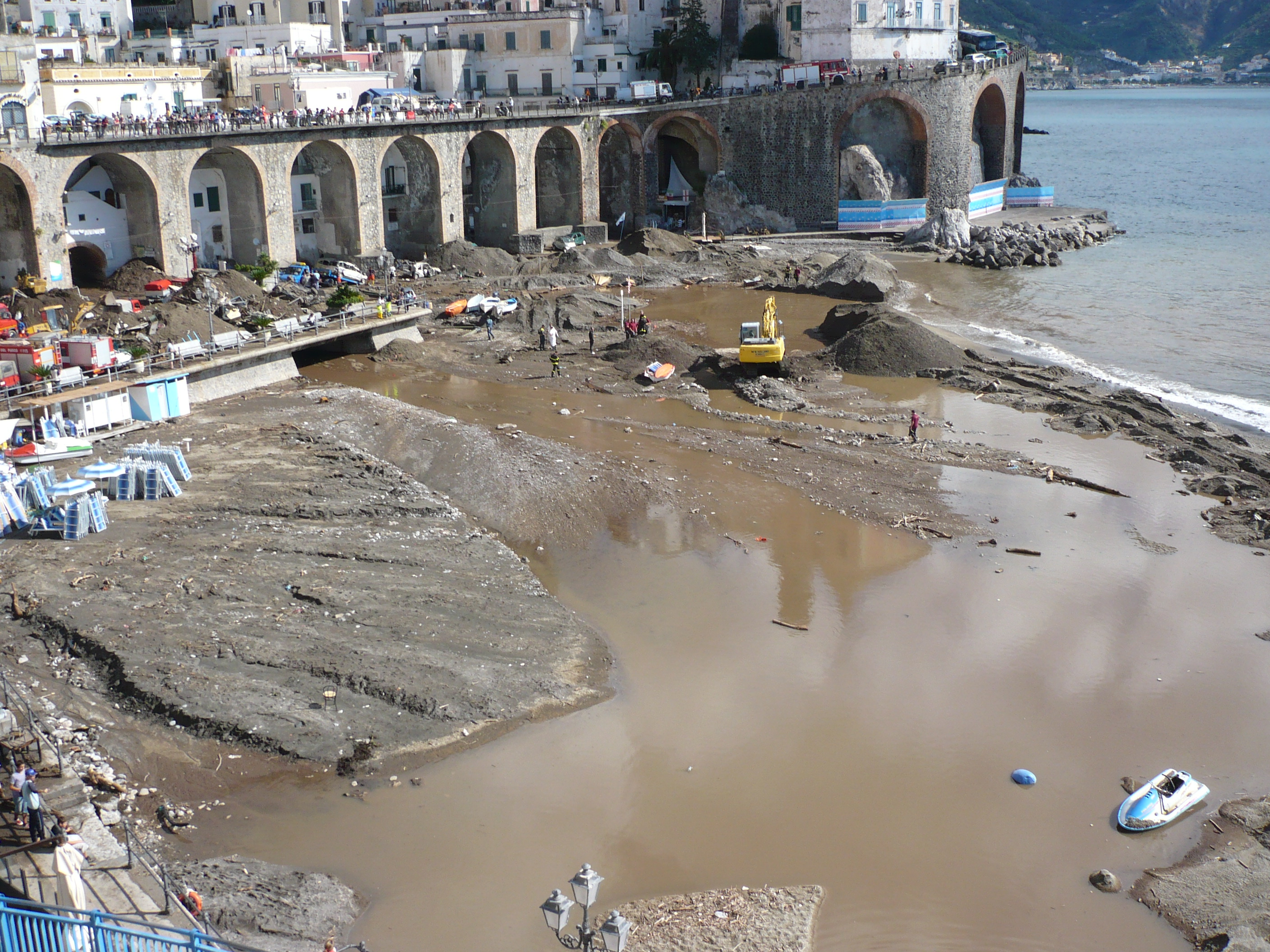
La spiaggia di Atrani dopo l'alluvione del 9 settembre 2010

Il paese, causa la sua complessa orografia e uno sviluppo urbanistico che spesso non ha considerato temi di sicurezza ambientale, è spesso testimone di disastri scatenati dalla combinazione di condizioni meteorologiche di forte piovosità e artefatti antropici costruiti in aree che per loro natura sono soggette a inondazioni o fenomeni franosi, con esisti spesso tragici. Sono vaste le aree soggette a dissesto idrogeologico e rischi naturali.
Tra le aree che storicamente soggette a inondazioni si ricorda il Polesine, e le sue alluvioni del 17 settembre 1882 e del novembre 1951. L'Arno inondò più volte la città di Firenze, tra cui il 3 novembre 1844 e il 4 novembre 1966.
Tra gli eventi franosi si ricordano le frane seguenti all'alluvione della Valtellina del luglio 1987 e all'alluvione di Sarno e Quindici del 1998